# Falência da Rede Manchete
Esta é uma cronologia de acontecimentos que resultaram na falência da Rede Manchete, em meados de 1999, e os acontecimentos posteriores.

## Antecedentes
Desde seu inicio, a Manchete passou por crises que eram provocadas por altos gastos em produção de conteúdo. Porém, em 1992, o canal passou por sua primeira grande crise quando estreou sua nova grade de programação e investiu pesado na telenovela Amazônia, que acabaram por fazer a emissora cair na audiência e sofrer grandes prejuízos em seu faturamento, aliada às dívidas acumuladas nos anos anteriores. Mesmo com resistência de Adolpho Bloch, a rede fechou, em junho, a venda das empresas do grupo com a Indústria Brasileira de Formulários (IBF), presidida pelo empresário Hamilton Lucas de Oliveira. Uma das cláusulas do contrato de venda deu à IBF o direito irretratável de administrar a emissora.
Apesar do compromisso da IBF em assumir as dívidas, até fevereiro de 1993 os salários atrasados ainda não haviam sido pagos e, por conta disso, funcionários da filial paulista da Manchete instauraram uma greve que paralisou as produções da emissora. Em 15 de março, outra greve ocorreu na matriz carioca, que tirou a emissora do ar por algumas horas. Posteriormente, novos boatos de venda começaram a surgir fazendo a cúpula da família Bloch a solicitar de volta o controle da Manchete. Em 23 de abril, a Justiça do Rio de Janeiro decide devolver a Rede Manchete de Rádio e Televisão ao empresário Adolpho Bloch, alegando que a IBF descumpriu cláusulas contratuais. Após a perda da emissora, Hamilton entrou com um processo, que foi conseguido, na Justiça do Estado do Rio de Janeiro, para que a Manchete não poderia ser vendida sem autorização de Hamilton de Oliveira, que se considera o legitimo dono da emissora.

## Crise

### 1998
A Rede Manchete entra no ano de 1998 com os primeiros sinais de desgaste: A novela Mandacaru dava baixos lucros e os programas jornalísticos estavam desgastados. Aliada a isso, a situação econômica do Brasil e mundo não era estável desde a crise asiática de outubro de 1997, com as taxas de juros em alta. As dívidas da emissora aumentavam cada vez mais à medida que não eram pagas.
A Manchete anunciava novidades já no mês de março. A primeira delas consistiu em uma grande reformulação dos noticiários da Rede. O Jornal da Manchete foi totalmente renovado e teria três edições ao longo do dia. A proposta era que o jornalismo voltasse a ser como na época da estreia da emissora. Assim, no dia 27 de março, o telejornal entrava em cena com cenário novo, trazendo de volta a redação do jornal, atrás de um separador em vidro que ilustrava um grande mapa-múndi.
Claudete Troiano assume o comando do vespertino Mulher de Hoje. Salomão Schvartzman substituía o noticiário noturno Momento Econômico pelo talk show Frente a Frente. O programa Pra Valer estreia nas tardes diárias pelo apresentador Celso Russomanno, desmembrado do programa Mulher de Hoje.
Em 23 de março, estreava o programa Madalena Manchete Verdade, às 19hs30min, um programa de casos verídicos apresentado por Magdalena Bonfiglioli, recém-saída do SBT. A atração veio como uma resposta ao programa Márcia, do mesmo gênero, com a então desconhecida Márcia Goldschmidt, e ao Programa do Ratinho, ambos exibidos pelo SBT. A fórmula utilizada era a mesma, com cenas de baixaria entre os convidados diante das câmeras, o que se repetiu na atração da Manchete. O programa mostrou bons resultados. Sua fórmula já era conhecida: nele, os convidados davam depoimento de seus problemas para a apresentadora, e a equipe do programa tentava resolvê-los. Caracterizou-se por ser um programa extremamente popular.
Aos domingos também houve uma grande novidade. Em parceria com a produtora independente TV Ômega, de propriedade de Amílcare Dallevo, a Manchete substituía o mal-sucedido Domingo Milionário pelo Domingo Total, comandado por Otávio Mesquita, Virgínia Novick e Sérgio Malandro. O programa teve ótimos índices de audiência, principalmente quando entrava no ar o quadro comandado por Otávio Mesquita, onde o apresentador acordava vários famosos. Sérgio Malandro também se destacou com à frente da Festa do Malandro.
Mesmo com essas bem-sucedidas estreias dos programas, os juros das dívidas cresciam a tal ponto que a mesma superou o patrimônio da própria emissora.
Pela legislação vigente, a emissora deveria ter encerrado as atividades. Mas o ótimo relacionamento entre governo federal e a rede impediu seu fechamento, pois iria provocar o desemprego em massa dos funcionários. Mesmo assim, a emissora luta para sobreviver e passa começar a produzir e gravar a novela Brida, como nova esperança. A nova novela é baseada no livro homônimo de Paulo Coelho. Para poder produzi-la, foi tomada a decisão de priorizar os investimentos, sucateando o restante da programação. Mesmo assim, o setor de teledramaturgia sofre: desde salários atrasados a problemas com a alimentação oferecida pela emissora.
Em junho, os salários dos funcionários do mês de maio não foram pagos. No mesmo mês, a equipe da emissora instalou-se na França para a cobertura do que seria a última Copa do Mundo da Rede Manchete. A emissora superou todas as dificuldades na transmissão dos jogos. O que não se contava era com o fraco desempenho, obtendo, na terceira partida, zero ponto na cidade de São Paulo e 1 ponto na cidade do Rio de Janeiro. Afinal de contas, a emissora investiu pesado na transmissão, enviando uma grande equipe realizar a cobertura da Copa. Mas os motivos para este fraco desempenho eram visíveis: a emissora não tinha alguma tradição em transmissões esportivas, especialmente em futebol, apesar de transmitir grandes eventos. Sem uma equipe fixa de comentaristas e locutores, a emissora teve de improvisar, chamando locutores e comentaristas de rádios cariocas além de técnicos de futebol. Finalmente, o principal motivo: a falta de uma programação anterior ao jogo que impulsionasse a audiência.
No dia 19 de julho, o programa semanal Domingo Total, umas das principais atrações da rede, apresentado pelo Otávio Mesquita, entra no ar pela última vez, com a contratação do apresentador pelo SBT. O programa possuía uma das maiores audiências da emissora, atingindo 6 pontos no Ibope. No lugar da atração, entrou no ar em 26 de julho, o Festa do Mallandro, apresentado por Sérgio Mallandro, que chegou a ocupar durante um período o segundo lugar no Ibope.
Em 3 de agosto, graças ao lançamento do novo livro de Paulo Coelho, Verônica Decide Morrer, a rede obtém uma publicidade extra para novela "Brida". No mesmo mês, estreia Brida, novela baseada no best-seller de Paulo Coelho, no lugar da novela Mandacaru, exibida por um ano e com média de 15 pontos de audiência. Engajada na recuperação da audiência do horário, a rede apostou no esoterismo e no erotismo, temas constantes nas novelas da emissora. Mais uma vez, caras novas na telinha, atores oriundos do teatro e de outras áreas, como a cantora Simone Moreno. A produção, no entanto, foi conturbada, marcada por problemas financeiros e por desavenças criadas pelo diretor Walter Avancini. A novela não alcançou bons índices de audiência, à despeito das previsões da emissora, que remontam os 5 ou 6 pontos, marcando apenas 2-3), muito piores do que a antecessora Mandacaru. A situação levou os anunciantes a abandonarem o patrocínio. O fracasso da novela ameaçou o emprego de Walter Avancini e diante da crítica situação, tenta desesperadamente salvar a novela, tendo trocado o autor Jayme Camargo por Sônia Mota, que trabalhou com o diretor na novela Tocaia Grande, ambas participantes da elaboração da sinopse. Avancini contratou e cogitou vários atores, alguns oriundos de Tocaia Grande.
Em setembro, a situação da Manchete culmina na perda de audiência e saída de apresentadores. Caindo para o quinto lugar em audiência, a situação se agrava com as decisões das emissoras afiliadas desde os anos 1980 e 90 em deixar a Rede Manchete, migrando para a Record, SBT, CNT e Bandeirantes.
Em 7 de setembro, Jayme Monjardim, deixa a Manchete e volta à Rede Globo, depois de 10 anos fora da emissora do Jardim Botânico. O apresentador Raul Gil, que comandava o Programa Raul Gil, todos os sábados durante 4 anos, e que rendia em média 7 pontos de audiência, anuncia que vai trocar a emissora pela Record para apresentar a atração similar.
Em 18 de setembro, funcionários da Manchete ameaçam entrar em greve devido ao atraso e o parcelamento de salários aos que ganhavam acima de R$ 700,00. e alguns deles iniciaram a greve. Para piorar a situação, Brida, principal produto da emissora vem se revelando num grande fracasso. Por fim, a rede não pode ser vendida devido ao processo na justiça impetrado por Hamilton Lucas em 1993.
Em 22 de setembro, Márcia Peltier, apresentadora do Jornal da Manchete, pede demissão da emissora por causa da crise. Ela é contratada pela Rede Bandeirantes em 1999.
Em 1º de outubro, a TV Vitória, afiliada e única retransmissora do Espírito Santo há 14 anos, troca a Manchete pela Record, deixando a capital do estado sem sinal da emissora. Antes da mudança de rede, a TV Vitória negociou com a Record por dois anos para manter a programação local e até chegou exibir programas da Igreja Universal do Reino de Deus na época que retransmitia a Manchete.
No mesmo dia, novas debandadas na Manchete: o diretor geral da programação da rede Fernando Barbosa Lima, o jornalista Ronaldo Rosas e a diretora de eventos jornalísticos especiais Ana Costábile, anunciam que vão deixar a emissora. Notícias (que seriam confirmadas mais tarde) dão conta que cerca de 600 funcionários seriam demitidos nos dias subsequentes. O objetivo era reduzir em 50% os gastos com pessoal. Todos os programas jornalísticos, com exceção do Jornal da Manchete, seriam extintos. Fernando Lima é contratado pela TVE Brasil.
A direção do grupo Bloch reage à nova crise e decide demitir quase 700 funcionários da emissora (30% do quadro de TV e 20% da editora) dos que tinha cerca de 1.700 funcionários, corta a produção de quase todos os seus programas jornalísticos, encerra os programas Na Rota do Crime, Magdalena Manchete Verdade, 24 Horas, Mistério e a novela Brida, acusada de ser o motivo da crise, teve a equipe reduzida, assim como o número de capítulos. A direção decidiu que após o termino da novela, o departamento de dramaturgia será desativado, sendo colocado no ar a reprise da novela Pantanal.
Em 4 de outubro, faz a cobertura das eleições de 1998, mas com a crise, a cobertura foi pífia, tornando-se grande decepção, apesar de ter grande tradição na cobertura dos grandes eventos políticos, tendo ocupado uma posição de destaque nas eleições anteriores.
No dia 5 de outubro, Pedro Jack Kapeller, presidente do Grupo Bloch e dono da Rede Manchete de Televisão, anuncia durante uma reunião com diretores e editores do grupo, que todas as empresas estão à venda. Durante a reunião não foi informado se o grupo será desmembrado para facilitar a possível venda. O anúncio foi feito às vésperas do pagamento do salário de setembro. A direção da emissora já havia anunciado que não possuía dinheiro em caixa para realizar o pagamento dos funcionários e tentou negociar um acordo, que evitasse uma nova greve, com a direção de três sindicatos: dos radialistas, dos gráficos e dos jornalistas. Alguns meses antes, a emissora optou pelo parcelamento do pagamento dos salários dos funcionários que ganhavam entre R$ 700,00 e R$ 5.000,00, dando início a um momento grevista. Os funcionários que ganhavam acima de R$ 5.000,00 continuavam sem receber desde setembro.
Na prática, a decisão de Kapeller contrariava a liminar judicial, conseguida por Hamilton Lucas em 1993, que naquela época era presidente do "Grupo DCI - Editora Jornalística". Diante deste impasse, a direção do Grupo Bloch tenta vender apenas uma pequena parte da Rede Manchete, mantendo o seu controle. Kapeller tenta também encontrar uma "solução política" para salvar a emissora. Vale lembrar que o Banco do Brasil e o Governo Federal estavam entre os maiores credores da rede.
O Grupo Abril, àquela altura, vinha sendo apontado como o provável comprador do Grupo Bloch, entretanto Roberto Civita anunciou que não possuía interesse na produção de TV. Segundo rumores posteriormente confirmados, a direção da Bloch já teria oferecido a emissora a família Civita. Apesar de Bloch ter negociado à Civita, surge outro comprador: Edir Macedo, bispo da Igreja Universal do Reino de Deus e proprietário da Rede Record. Ele propõe que a Manchete passe a integrar a Rede Família. Vale ressaltar que não era a primeira vez que Macedo tentava comprar a Manchete.
Devido à propaganda eleitoral de segundo turno em vários estados, o programa de videoclipes exibido de segunda à sexta às 20hs, com duração de 30 minutos, Manchete Clip Show, passa ter mais 20 minutos de duração, das 20h30 até 20h50.
Em 7 de outubro, a superintendente do Grupo Bloch e vice-presidente da Rede Manchete, Jacqueline Kapeller, reúne-se com cerca de 300 funcionários na sede da emissora, no Rio de Janeiro, pedindo a compreensão pelos salários atrasados. Disse que as dificuldades são conjunturais e que todo o setor de comunicação estava em crise. O pedido coincidiu no mesmo dia que os salários de setembro não foram pagos.
Em 9 de outubro, as dívidas com a recém-privatizada Embratel passam a ser descontadas através dos cortes diários do sinal da emissora no satélite, entre 23 horas da noite até as 6 horas da manhã, prejudicando programas no fim de noite e início da madrugada e as afiliadas que a retransmitem. Com isso, as redes não foram incluídas na medição de audiência.
Em 13 de outubro, as negociações para a venda da rede, anunciada internamente por dias anteriores este dia, aos funcionários da emissora, esbarram na disputa jurídica de seis anos sobre a propriedade da rede, quando o empresário Hamilton Lucas de Oliveira, comunicou que não foi consultado sobre o assunto e que, sem seu aval, uma hipotética venda era impossível. Mas o processo que levou Oliveira perder a emissora para a  Bloch em 1993, continuava tramitando na 35ª Vara Cível do Rio de Janeiro.
Os vencimentos de agosto foram pagos com atraso e apenas a quem ganhava menos de R$ 5 mil. O pagamento de setembro, que deveria ter sido feito até dia 7 de outubro, tampouco foi depositado. Segundo a gerente de comunicação, Adriana Carvalho, Jacqueline Kapeller explicou aos funcionários que o grupo busca sócios, não a venda total. A superintendente informou, também, que havia três empresas interessadas, sem revelar quais.
Em litígio com a família Bloch, Hamilton de Oliveira enviou comunicado ao jornal Gazeta Mercantil, alegando que não procede a intenção dos donos da rede de vender a emissora, porque ela 'já fora vendida a mim e à DCI'. Segundo o advogado Roberto Leonessa, que representa Oliveira, a decisão sobre a propriedade da Manchete está sub judicie e isto impediria que qualquer uma das partes (tanto Oliveira quanto os Bloch) promova a venda mesmo parcial das cotas, a menos que entrem em entendimento, 'o que não está acontecendo'.
Em 14 de outubro, cerca de 1100 funcionários das cinco emissoras próprias da Manchete, iniciam a maior greve da história da rede, para protestar contra a demissão de 600 funcionários e também os atrasos dos salários em cinco emissoras próprias da Manchete (RJ, MG, PE e CE foram pagas até agosto e a de SP até setembro). No mesmo dia, o elenco da novela Brida adere à greve e praticamente interrompe as gravações da novela. Os grevistas ameaçam interromper as transmissões da rede caso não sejam pagos. Na mesma semana da greve, a DCI se interessa para comprar a Manchete.
Em 19 de outubro, foi gravado o último capítulo da novela Brida, que seria exibida no dia 22, quando a equipe da novela reuniu em frente ao prédio da emissora para melancólico encerramento das gravações e início de uma batalha judicial para garantir direitos trabalhistas. A novela era encerrada às pressas diante do estouro da nova crise na emissora, agravado pela adesão do elenco na novela à greve dos funcionários, quando da greve do elenco precipitou o fim da novela. No mesmo dia, cerca de 30 artistas, ex-integrantes da novela, entram no Tribunal Regional do Trabalho do Rio de Janeiro com uma petição contra a produtora Bloch Som & Imagem, exigindo o pagamento dos salários atrasados. A produtora deve cerca de R$ 150 mil aos artistas. A petição foi entregue por Carlos Fernando Albuquerque, advogado do SATED-RJ, e exigiam também o fim dos contratos de exclusividade dos artistas com a emissora. No dia 23, era exibido a reprise do último capítulo de Brida.
Uma semana depois da greve, os funcionários da TV Manchete de São Paulo colocaram no ar slides exigindo soluções para a crise.
Em 26 de outubro, a Manchete coloca no ar a reprise da novela Pantanal, que em duas semanas já apresentava o triplo da audiência de sua antecessora. Na segunda semana, chegou aos 4 pontos. Com o sucesso de "Pantanal", a Manchete pode aumentar os intervalos destinados aos comerciais, o que resultaria num aumento de faturamento que possibilitaria o pagamento dos salários atrasados dos funcionários. No mesmo dia, boatos que Rede Mulher, associada a um banco japonês, estaria interessada em comprar a rede, mas os bancos no Japão se encontravam em dificuldades devido à crise internacional de agosto do mesmo ano.
Em 4 de novembro, o Ministério das Comunicações indica o Banco Pactual para tentar resolver a crise e promover a venda da Rede Manchete. O banco tenta conseguir uma trégua na disputa entre Hamilton de Oliveira e o Grupo Bloch que permitisse a venda da emissora.
Em 5 de novembro, o ministro das Comunicações, Luiz Carlos Mendonça de Barros, confirma que o Banco Pactual está trabalhando como adviser na venda rede e que o banco tentará viabilizar uma saída para a empresa e que o ministério tem por objetivo manter a Manchete funcionando e evitar os problemas aos funcionários que possam ser causados por dificuldades financeiras da empresa. A declaração do ministro, coincidiu o dia das comemorações do primeiro aniversário da Anatel, na sede da entidade, em Brasília, onde Luiz Carlos participa.
Em 8 de novembro, os funcionários da TV Manchete São Paulo decidem paralisar novamente as atividades em função da diretoria da emissora não ter cumprido o acordo que previa o pagamento dos salários atrasados.
Na semana seguinte, representantes da Televisa chegam ao Brasil negociando com todas as partes envolvidas, demonstrando interesse em realizar uma provável compra.
Em 23 de novembro, os representantes dos funcionários do Grupo Bloch entraram na negociação, tentando acelerar a venda da emissora.
Em 26 de novembro, a Eletropaulo suspende o fornecimento de energia elétrica à filial de São Paulo, durante a tarde. A emissora não pagava as contas pelo serviço desde março de 1996. Durante o período em que ficou sem energia, a emissora utilizou os próprios geradores. A Eletropaulo restabeleceu o fornecimento após a emissora ter comprovado o pagamento da conta do mês de novembro de 1998.
No final do mês, o Sindicato dos Artistas, que representa ex-atores da novela Brida, entra em ação judicial e consegue liminar na justiça suspendendo a exibição do Pantanal sob o argumento que a emissora não havia pago os direitos de reexibição aos artistas da trama, mas o Grupo Bloch recorre da sentença.
O ex-diretor da TV Cultura de São Paulo, Roberto Muylaert, faz a primeira visita à sede no Rio. Muylaert negou que será novo diretor da emissora.
Em 1 de dezembro, Roberto Muylaert é contratado pelo Banco Pactual como consultor para avaliar a viabilidade da programação da emissora.
Em 9 de dezembro, o Banco Pactual define estratégia para reerguer a Manchete, como a formação da produtora, com o nome de SuperTV1, que ficaria responsável pela programação que irá ao ar e pela comercialização dos espaços publicitários. A ideia é que a Manchete receba da produtora o aluguel pelo uso das instalações e dos equipamentos e que a receita (obtida com a nova programação) seja utilizada para amortizar a dívida da emissora. Quanto aos funcionários, cedidos para produtora, mantendo o vínculo empregatício com a Manchete, o que seria provável que metade dos salários atrasados seja pagos e o restante seja transformado em ações da empresa. A estratégica do Banco Pactual tem a aprovação do Grupo Bloch, mas o banco continua enfrentado problemas gerados pela discordância do empresário Hamilton de Oliveira que reclama na justiça a propriedade da emissora e apesar disto, o banco continua acreditando que o processo de reestruturação da Manchete possa obter mesmo sucesso alcançado como em outros casos.
Em 11 de dezembro, ocorre o impasse entre a direção da emissora e o Banco Pactual. Kapeller exige que o banco assuma as dívidas trabalhistas e os salários atrasados dos funcionários, o que o banco não aceitou. O impasse levou o Ministério das Comunicações a convocar Kappeler, já que se encerrou na mesma semana o prazo de renovação da concessão da Manchete.
A notícia do impasse provocou a convocação de uma assembleia dos funcionários, ocorrida durante a tarde no Rio de Janeiro, contando com a participação de funcionários de todas as emissoras do Grupo Bloch, e ficou constatada a divisão entre os próprios funcionários. Enquanto isso, em São Paulo, um grupo de 25 funcionários da geradora invadem e ocupam a torre de transmissão da emissora, exigindo o pagamento de um percentual do salário de um mês (70%). Com uma câmera, os funcionários transmitiram imagens de bilhetes pedindo ajuda ("Estamos passando fome", "Kapeller tem dinheiro e não paga", "Estamos sem salário há três meses"). Os transmissores chegaram a ser desligados, tirando à emissora do ar. A invasão terminou com a intervenção de diversos políticos. No Rio de Janeiro também houve tentativa de invasão, mas a polícia, chamada pela direção da emissora, conseguiu evitar. Nova assembleia é marcada para dia 15.
A emissora quase teve sua concessão cassada por permanecer 48 horas fora do ar, o que teria significado o desemprego de todos os funcionários da emissora, porém, alguns sindicalistas acreditam que este fato possa levar o governo a realizar uma intervenção na emissora. A cassação chegou a ser apontada como uma solução para a crise da emissora, já que existem grupos interessados na concessão. Mas o processo de leilão da concessão, por parte do governo, esbarra na legislação, que poderia paralisar as atividades da emissora por mínimo de dois anos.
No dia 15 de dezembro, os funcionários grevistas da sede no Rio e a direção da Manchete se reúnem novamente na capital fluminense. Jacqueline Kapeller anuncia que a direção iria definir o destino da emissora nas próximas 48 horas. A empresa mais cotada para comprar a rede continuava sendo o Grupo Abril. Especulava-se que  Pedro Kapeller já teria iniciado as conversações com os diretores do grupo para a venda, entretanto o impasse com Hamilton Lucas de Oliveira permanecia.
Enquanto isso, os funcionários grevistas ameaçam tirar o sinal da emissora do ar, caso até dia 18, não seja apresentada uma solução para o pagamento dos salários atrasados.
Em 16 de dezembro, a Embratel (administrada pelo grupo MCI) dá um prazo de dois dias, para que a Rede Manchete pague a dívida com a empresa, herdada da época em que era estatal. Do contrário, ameaçara ampliar em mais uma hora o período de suspensão do sinal da emissora, mantida entre às 23hs até 6hs. A punição já durava mais de dois meses e prejudicava a operação das emissoras afiliadas. Caso a Embratel ampliasse o horário de suspensão, a emissora poderia deixar de apresentar em rede nacional a novela "Pantanal", que vinha obtendo audiência satisfatória, causando graves prejuízos à rede. Antes da ameaça, a Embratel normalizara a transmissão dos sinais da CNT, que também tinha recebido a mesma punição.
No mesmo dia, em decisão da juíza Rosana Travesedo, do Tribunal Regional do Trabalho, dá ganha a causa aos sindicatos dos jornalistas e dos radialistas em ação na qual pediam abono das faltas desde o início da greve e pagamento dos atrasados.
O horário do bloqueio da Manchete pela Embratel foi ocupado por programas da Igreja Universal do Reino de Deus. A igreja estava transmitindo os programas, produzidos no Rio de Janeiro, através da Manchete. Boa parte da programação "ao vivo" da Manchete é referente à transmissão dos programas. mas com materialismo como alvo.
Com o aluguel dos horários da igreja, geraram-se especulações que Edir Macedo e o jornal O Dia (que veicula nos intervalos comerciais na rede) seriam pretendentes da compra, além do Grupo Abril, o grande favorito.
No dia 17 de dezembro, a Rede Manchete paga 20% do salário de setembro (os representantes dos funcionários reivindicavam 70%) e também partes à Embratel, evitando a ampliação de corte do sinal. No mesmo dia, o juiz Marco Aurélio Santos Fróes, da 35ª Vara Cível de Justiça do Rio de Janeiro, dá ganho de causa ao Grupo Bloch no processo movido contra o empresário Hamilton Lucas de Oliveira, do Grupo DCI, para retomada da posse da rede e cancelamento do contrato de venda. A decisão da justiça considera válida a rescisão do contrato de venda da Manchete e obriga DCI a pagar uma indenização, a título de perdas e danos, no valor de 50 mil salários mínimos. Apesar da decisão ainda ser em primeira instância, poderá facilitar uma provável venda da emissora.
Em 18 de dezembro, o dia em que a diretoria do Grupo Bloch anunciasse o destino da Manchete, com a transferência do controle da emissora para o Banco Pactual seja aceito e caberia ao banco a responsabilidade de sanear a emissora e posteriormente vende-la, não ocorre, pois a diretoria não cumpriu a promessa e manteve a indefinição sobre o futuro da emissora. Segundo a diretoria, não foi possível fechar o acordo de transferência do controle da emissora. Oficialmente, o motivo do impasse é a responsabilidade pelo pagamento dos salários atrasados dos funcionários: o Grupo Bloch deseja que o Banco Pactual assuma a dívida enquanto que este preferência deixar esta responsabilidade por conta da SuperTV1, empresa que será criada para administrar a rede. No final da tarde, a rede emitiu um comunicado informando que a aprovação do acordo ficará na dependência da aprovação dos funcionários.
A reunião entre os sindicatos que representam os funcionários com o banco foi marcada para dia 21. Justamente no dia da reunião Realizada no Rio de Janeiro, os representantes dos sindicatos dos jornalistas, artistas e radialistas, em nome dos funcionários da Rede Manchete, fecham acordo com a diretoria do Banco Pactual. Pelo acordo, os funcionários da rede receberão integralmente os salários atrasados até um valor que não ultrapasse 70% da média dos salários da empresa. O valor que superar este teto será pago 50% em dinheiro e o restante com ações da empresa. Vale ressaltar que estas ações só terão valor caso a Manchete consiga se recuperar financeiramente. O acordo possa permitir a passagem do controle das emissoras para o Banco Pactual (apesar da relutância da família Bloch/Kappeller).
Em 21 de dezembro, a vice-presidente da rede,  Jacqueline Kapeller, pediu mais uma semana de prazo aos funcionários para concretizar a venda da emissora. Os empregados, que não recebem há três meses, haviam se comprometido a colocar a emissora no ar, desde que o negócio com o Banco Pactual fosse fechado. Em documento enviado à assembleia dos empregados, no Rio de Janeiro, Jacqueline insinuou que o Pactual não havia cumprido parte dos acertos para a venda. Apesar de terem assinado um acordo com o Banco Pactual, os funcionários em greve decidiram radicalizar o movimento, chamado de "A Estratégia de Sabotagem", que tem por objetivo, manter a pressão sobre os proprietários da emissora e divulgar a crise da emissora.
Em 22 de dezembro, o Jornal da Manchete não entra no ar às 20h50, como era o tradicional horário, devido à greve dos funcionários do setor do jornalismo.
Em 23 de dezembro, os funcionários tiram do ar o sinal da emissora por meia hora e prometem repetir o gesto até que seja pago os salários em atraso.
Em 25 de dezembro, ocorre o novo impasse, desta vez foi à reivindicação de Pedro Kapeller, em receber uma indenização pela perda do controle da emissora. O Banco Pactual rejeitou de imediato. O comportamento da direção do Grupo Bloch deixa evidente o propósito de impedir a transferência do controle da emissora. Como consequência, nova radicalização do movimento grevista dos funcionários que agora ameaçam a emissora com uma "operação sabotagem".
Na manhã do dia 28 de dezembro, o Banco Pactual anuncia durante a assembleia dos funcionários na porta da emissora, que não está mais negociando um contrato para sanear e vender a Rede Manchete, suspendendo as negociações de quatro meses. O banco informou que o fim das negociações foi motivado pela desistência dos dois últimos investidores interessados na compra da emissora. No início das negociações havia cinco investidores interessados no negócio, mas os impasses criados pelo Grupo Bloch para a assinatura do contrato de transferência acabaram por desanimar os investidores. Com a saída do Pactual, o destino da rede passa a ficar nas mãos do Ministro das Comunicações, Pimenta da Veiga, que poderia cassar a concessão dada ao Grupo Bloch. O presidente do Grupo Bloch, Kapeller se disse surpreso com a decisão do Banco Pactual. Segundo ele, a assinatura do contrato para a transferência do controle da emissora seria assinada na parte da manhã. Comenta-se que a direção do Grupo Bloch, na realidade, nunca este interessada na transferência do controle da emissora para o banco.
No mesmo dia, os funcionários da Manchete realizam a manifestação em frente à residência de Jaquito no Rio de Janeiro e anunciaram que pretendem continuar com os cortes do sinal da emissora e com a realização de novas manifestações em frente à residência de Jaquito.

### 1999
Em 1º de janeiro de 1999, a Manchete e o SBT são as únicas redes a transmitirem totalmente a cerimônia de posse do presidente reeleito Fernando Henrique Cardoso, apesar destas não possuírem o Departamento de Jornalismo.
Em 4 de janeiro, Kapeller surpreende a todos envolvidos e os que acompanham a crise da Rede Manchete, afirmando que assinou no dia anterior, o contrato com a produtora Renascer Gospel Comunicação Produções Ltda., pertencente à Fundação Renascer, administrada pela igreja evangélica Renascer em Cristo, tornando-se a parceira da Rede Manchete. Pelo acordo controverso, que não é de venda e nem arrendamento, o grupo Bloch continua sendo proprietário da Rede Manchete. Antes do acordo, o líder da Renascer, Estevan Hernandes, sempre negou o interesse na compra a emissora, alegando falta de capital, apesar da igreja tenha sido apontada em dezembro do ano anterior como umas das possíveis compradoras.
O grupo Bloch arrendou toda a programação para a Igreja, em mais uma tentativa de salvar a emissora. O sobrenome bloch deixou ser exibido no logotipo, em favor de RGC (sigla de Rede Gospel de Comunicações).
A produtora R.G.C. Produções Ltda., é responsável dos programas da igreja sejam exibidas na mesma rede. Pelo contrato firmado entre Kapeller e a Fundação Renascer, a produtora passa a dividir a responsabilidade pela produção, operacionalização e comercialização das cinco emissoras que compõem a rede, sob pagamento mensal de 60 parcelas fixas de R$ 4,8 milhões, por 15 anos. A produtora passa a deter o controle da rede e promete pagar em 90 dias os salários atrasados dos funcionários do Grupo Bloch (incluindo a gráfica e a editora), que também deverá pagar a dívida com o INSS e a Embratel, consideradas prioritárias. O bispo Antonio Carlos Abbud (sócio do presidente da Renascer) afirma que não se trata da compra da rede e sim, de uma sociedade. Neste cenário, o novo homem forte da Manchete seria Abbud.
O contrato ainda não pode ser considerado concluído, pois ainda depende da aprovação de Carlos Sigelman, sócio e primo de Kappeler. Além da resistência de Sigelman, o presidente do Grupo Bloch enfrenta a desconfiança dos representantes sindicais dos funcionários da Manchete. Pegos de surpresa, os sindicalistas não demonstram apoio do controle da emissora para a entidade religiosa. O Sindicato dos Radialistas acusa a igreja de cometer diversas irregularidades trabalhistas nas rádios que estão sob o seu controle. Os sindicalistas fazem uma reunião às 14hs com o ministério das comunicações para avaliar o contrato firmado. Hamilton de Oliveira se manifestou contra o acordo.
A igreja passa a produzir todos os programas e a vender os espaços comerciais da emissora, mas não paga os salários dos funcionários, atrasados em quatro meses.
No dia 5 de janeiro, o bispo Abbud, coordenador das negociações, afirma que a igreja não vai assumir as dívidas da Rede Manchete. A dívida com atrasados remontava os R$ 20 milhões, segundo o Sindicato dos Radialistas de São Paulo. No mesmo dia, a Manchete ganhou um novo prazo do Ministério das Comunicações para comprovar que está em dia com o INSS, o que é necessário para renovar as cinco outorgas que possui no país, vencidas desde agosto de 1996. Essas certidões negativas de débito, que deveriam ser apresentadas no dia 18 de janeiro, poderão ser encaminhadas até a segunda quinzena de maio. O ministério não foi informado. A Igreja Renascer cria telefones para arrendar dinheiro à rede.
No dia 6 de janeiro, o bispo Antonio Abbud anunciou que o processo de reestruturação deverá terminar num prazo de seis a oito meses e otimista, ele acredita que a emissora tenha condições de brigar pela audiência. Estevan Hernandes declara que a igreja já está pedindo mais contribuições dos fieis para arcar com as novas despesas. Portanto, fica claro que a dívida da Manchete será paga pelos fieis da igreja. No mesmo dia, os grevistas, sindicatos e o Ministério das Comunicações marcam para o dia 13, a reunião sobre a crise.
Em 7 de janeiro, a cantora Simony (ex-Balão Mágico) é convidada para fazer um programa infantil. Ela frequenta a mesma igreja que assumiu a Manchete.
Em janeiro, é anunciado que apenas a Rede Globo irá transmitir o Carnaval carioca. Uma transmissão pela Manchete iria contrariar os princípios da igreja que agora é a sua controladora. Por este mesmo motivo, a Manchete deixa de transmitir o evento que virou símbolo da rede.
Em 11 de janeiro, com dívidas de aproximadamente R$ 500 milhões de reais, o Grupo Bloch paga apenas o primeiro dos quatro salários atrasados (incluindo o 13º salário) de seus funcionários desde setembro de 1998. Segundo o Sindicato dos Radialistas do Rio de Janeiro, só os funcionários que não receberam o aviso prévio em setembro e outubro do mesmo ano foram pagos. O sindicato prometeu entrar com ação para que os demitidos também recebam. O pagamento só foi possível depois do acordo firmado entre Manchete e a Fundação Renascer. Os sindicatos que representam grevistas da rede denunciam que a R.G.C. Produções Ltda., pretende demitir entre 85% a 90% dos 2.900 funcionários e trabalhar apenas com funcionários contratados da produtora. A RGC só contratará funcionários da rede que peçam demissão. Caso sejam contratados pela produtora, o funcionário da Manchete deverá receber um salário inferior ao que era recebido.
A revolta com a atuação da igreja levou os funcionários das TVs Manchete de São Paulo e Rio de Janeiro partirem em caravana para Brasília, a fim de reunir com o Ministro das Comunicações, para tentar uma solução que impeça a transferência da emissora para a Igreja Renascer. Na reunião, Veiga considera "grave" a situação da Manchete e que pretende encontrar uma solução para os problemas "no menor prazo" possível.
O governador do Rio de Janeiro, Anthony Garotinho, anuncia que vai tentar impedir a transferência da emissora para São Paulo. Um grupo de advogados de diversos estados anuncia que vão impedir que a igreja assuma as operações da rede, sob a alegação que o negócio é ilegal, já que qualquer concessão de TV depende de aprovação do Congresso Nacional.
Em 13 de janeiro, ocorre reunião entre o grupo de funcionários e sindicalistas da emissora com o ministro Pimenta da Veiga. O motivo dos funcionários e sindicalistas é para pedir o ministro que interfira nas negociações entre a emissora e a igreja e a preservação de empregos ou que a concessão da emissora vencida seja cassada. O ministro declara para eles, em que está disposto a retirar o Grupo Bloch do controle da rede e transferir a emissora para novos administradores que comprovem ter capacidade técnica e financeira para o negócio. Para concretizar essa operação, o ministério deverá determinar a transferência direta do controle acionário da emissora por meio de uma exposição de motivos aprovada pelo presidente Fernando Henrique Cardoso. O grupo Bloch seria forçado a transferir o controle da Manchete, mas continuaria responsável pelos débitos com o INSS. Veiga declarou que o contrato firmado entre o Grupo Bloch e a Igreja Renascer é "frágil e sem bases legais". As declarações do ministro demonstram a intenção do governo em intervir na crise da Rede Manchete. O grupo de sindicalistas e funcionários pediu que o ministério interfira no acordo firmado entre Manchete e a Fundação Renascer. Os funcionários esperam que o Grupo Bloch volte a negociar a transferência do controle da emissora para o Banco Pactual.
Em 15 de janeiro, Kapeller entrega ao ministro da Veiga carta de exposição de motivos que inclui o compromisso de pagar em 90 dias, os salários atrasados dos funcionários da emissora. Na carta com 23 itens, o presidente do Grupo Bloch também se compromete a saldar as dívidas fiscais e bancárias da empresa.
Em 18 de janeiro, cerca de cem jornalistas e técnicos da rede voltam ao trabalho nas cinco cidades em que a emissora tem concessão. Os trabalhadores voltaram ao serviço depois de receber um dos cinco salários atrasados. O programa Mulher de Hoje, da Claudete Troiano, que deixou ser exibido, voltou ao ar, desta vez ao vivo. O Jornal da Manchete (fora do ar desde o 22/12) voltou a ser apresentado, às 20hs30min. Após a novela Pantanal, às 22hs, a emissora estreou um novo programa de debate chamado Se Liga Brasil, de uma hora de duração. Entre os 37 funcionários que voltaram a trabalhar na cidade não estão repórteres e editores, mas apenas diretores. A greve dos funcionários ainda continua.
Em 19 de janeiro, líderes da Igreja Renascer se encontram com o Ministro das Comunicações, Pimenta da Veiga, fechando a rodada de discussões sobre o arrendamento da emissora para a igreja. A reunião o ministro Pimenta da Veiga com o presidente da Fundação Renascer, Estevam Hernandes Filho, termina no impasse. Estevam disse que a RGC (Rede Gospel de Comunicação) tem o "compromisso" de pagar dívidas da Manchete para viabilizá-la, mas Veiga insiste em retirar o grupo Bloch e a própria fundação do controle da emissora, devido às dívidas da Manchete que estão estimadas em cerca de R$ 500 milhões reais, sendo R$ 250 milhões com o INSS. O ministro da Veiga reafirmou a intenção de transferir a concessão da rede para um grupo em condições de manter a emissora e ameaçou cassar a concessão da emissora se as contas não estiverem em dia até 18 de maio. Estevan Hernandes reafirmou a intenção de quitar as dívidas da emissora e anunciou que os salários atrasados dos funcionários deverão ser pagos até o mês de abril. Segundo os assessores de Veiga, o ministro não reconheceu a responsabilidade da Renascer sobre a Manchete e avaliou que o acordo é "juridicamente frágil", pois foi feito sobre concessões que estão vencidas desde 1996.
Kapeller afirma que pretende pagar todos os salários atrasados dos funcionários da Rede Manchete até o final de março. No mesmo dia, os funcionários que retornaram ao trabalho ameaçam nova greve, acusando a RGC não ter cumprido a promessa de pagar os salários da primeira quinzena de janeiro em dia aos que voltaram.
Em 22 de janeiro, a emissora envia telegramas a vários funcionários que estão demitidos por justa causa, "devido ao abandono de funções a partir de 14 de outubro de 1998 (data de início da greve)". O comunicado contraria decisão da juíza Rosana Travesedo, do Tribunal Regional do Trabalho, em 16/12, que deu ganho de causa aos sindicatos dos jornalistas e dos radialistas em ação na qual pediam abono das faltas desde o início da greve e pagamento dos atrasados. O Sindicato dos Jornalistas disse ter conhecimento de outros três telegramas que apresentam como justificativa o fato de os trabalhadores terem participado de manifestação, em 28/12, em frente ao prédio onde mora o presidente do grupo Bloch, Pedro Jack Kapeller. Segundo a advogada dos sindicatos, Cláudia Durant, "participação em manifestação não pode ser apresentada como justa causa". Kapeller disse, por sua assessoria de imprensa, que a empresa enviou telegramas de demissão a "poucos" funcionários. A Manchete considerou que eles deram motivos para receber justa causa. Por conta do anúncio da nova demissão, os trabalhadores no Rio de Janeiro decidiram manter a greve. O Sindicato dos Jornalistas encaminha à Procuradoria da República, denúncia contra o acordo entre Manchete e Renascer, por ser ele baseado em concessões vencidas.
No dia 23 de janeiro, Claudete Troiano declara sobre a volta de seu programa: "Já havíamos até esquecido do salário".
Em 25 de janeiro, O ministro Pimenta da Veiga, decide cumprir as ameaças feitas ao presidente do Grupo Bloch, Pedro Kapeller, se reúne com o dono do Banco Pactual, Luiz Cezar Fernandes, determinando o reinicio das negociações para a venda da Rede Manchete, sob alegação que o acordo rede e a produtora RGC da Igreja Renascer é frágil e sem base legal, pois foi feito com uma concessão vencida desde 1996, o que é proibido nas leis de telecomunicações no Brasil.
Em 28 de janeiro, segundo o jornal Folha de S. Paulo, o governo federal considera ilegal o contrato firmado entre a Rede Manchete e a Fundação Renascer. Análise jurídica do documento pelo Ministério das Comunicações (que o jornal teve acesso) concluiu que houve um "arrendamento integral" da rede de televisão, o que não é permitido pelos decretos 52.795/63 e 2.108/96. Pelo contrato, a Fundação Renascer (por meio da RGC Produções Ltda., produtora pertencente à entidade) assume a produção, operacionalização e comercialização da emissora, mediante o pagamento mensal de R$ 4,8 milhões, durante 15 anos. No caso de concessões, é necessária, junto com os requisitos legais, uma decisão do Presidente da República. Segundo a imprensa, o governo quer uma saída definitiva: a venda da Manchete e que está disposto a conversar com outros grupos que estejam interessados. Em último caso, a concessão seria cassada.
No mesmo dia, o senador Eduardo Suplicy (PT-SP), anuncia que vai requerer ao ministro Pimenta da Veiga, informações sobre o contrato firmado entre a Rede Manchete e a Fundação Renascer. Baseado na notícia do jornal, em que o governo considera ilegal o arrendamento integral da emissora, pediu a transcrição da matéria. Suplicy se manifesta preocupado e solidário com os funcionários da Manchete que estão sem receber desde setembro. Conforme o senador, com um pequeno número de funcionários, a Fundação Renascer está fazendo a emissora funcionar, enquanto outros empregados, que deram seus esforços e dedicação, durante anos, à emissora, "continuam no limbo".
Em 29 de janeiro, em anúncios pagos e publicados em principais jornais do país, Kapeller contesta as alegações de ilegalidade do acordo da rede com a Igreja Renascer. Em uns dos trechos, Kapeller ataca diretamente o ministro Pimenta da Veiga, levantando suspeitas sobre a intenção de o ministro transferir o controle da emissora para um grupo com capacidade financeira: "Esse tipo de preferência provocou recentemente o afastamento de um Ministro (José Mendonça de Barros) e de outras autoridades do governo". Infelizmente, as declarações de Kapeller, neste aspecto, possuem fundamentos. O governo federal reeleito em 1998 iniciou em janeiro uma campanha para exercer maior controle sobre as emissoras de TV e pretende deixar a Manchete com um grupo que apoie claramente o governo. A Igreja Renascer não agrada ao governo, principalmente a ala do PSDB de Pimenta da Veiga, já que ela apoiou ostensivamente o ex-governador Paulo Maluf nas últimas eleições para governador de São Paulo.
No mesmo dia, o Ministério das Comunicações notifica ao Grupo Bloch a ilegalidade do arrendamento da emissora à Igreja Renascer, através da Rede Gospel de Comunicações (RGC). Segundo o ministério, o arrendamento integral da emissora fere a atual legislação. Cometa-se que o ministro pretenda transferir a Rede Manchete para os Diários Associados, antigos proprietários da TV Tupi.
No dia 31 de janeiro, a Fundação Renascer não paga os R$ 4 milhões e 800 mil reais na primeira parcela do contrato feito com o grupo Bloch.

#### Fevereiro: Rompimento com Igreja Renascer em Cristo
Em 1º de fevereiro, Estevam Hernandes reúne com Pimenta da Veiga para discutir o futuro da emissora. Durante a reunião, Veiga declarou que considera "frágil" o acordo de arrendamento feito entre a RGC e o Grupo Bloch.
Em 3 de fevereiro, Estevam Hernandes declara que pretende obter a concessão da Rede Manchete. Hernandes admitiu que não tem condições de quitar todos os débitos da emissora com a seguridade social até o dia 18 maio, data de encerramento da concessão provisória da emissora. Hernandez, no entanto, espera firmar um acordo de renegociação da dívida, o que possibilitaria a renovação da concessão da emissora.
Em 4 de fevereiro, na cidade de São Paulo, um grupo de dez pessoas ligadas à Igreja Renascer passam por salas e estúdios batendo nas paredes e dizendo frases como "Sai, demônio!". Após o evento, denúncias de funcionários e da imprensa acusam a igreja de transformar a sede da Manchete em São Paulo em um templo da igreja, onde se pede dinheiro aos fiéis, faz-se exorcismo e realizam-se cultos. Isso, apesar de o ministro Pimenta da Veiga ter informado à Renascer que considera ilegal o contrato com o grupo Bloch. Estevam Hernandes diz ser absurda a constatação de que a sede da Manchete tenha se transformado num templo. O exorcismo foi um dos raros momentos de exposição da direção da Renascer desde o início de janeiro.
Em 8 de fevereiro, Estevam Hernandes pretende manter a Rede Manchete 24 horas no ar, exibindo programas religiosos durante a madrugada, seguindo o exemplo da Rede Record com os programas da Igreja Universal do Reino de Deus. O problema se a RGC manter ou não o arrendamento. Além de enfrentar a oposição do governo federal, a direção do Grupo Bloch já demonstra interesse em rever o contrato. No último dia de prazo, a RGC deixa de pagar a primeira parcela de R$ 4,8 milhões.
Em 9 de fevereiro, Pedro Jack Kapeller, anuncia por meio da assessoria de imprensa da emissora, que enviou notificação à Fundação Renascer avisando que, se o pagamento da primeira parcela do contrato com a Manchete não for pago em 72 horas, pretende romper o acordo. Segundo ele, a Renascer ainda não honrou o pagamento da primeira parcela do acordo que venceu em janeiro e por isso pretende romper o contrato. O anúncio de rompimento foi divulgado à imprensa no final da tarde. Estevam Hernandes nega o descumprimento do acordo e afirma que pode ter ocorrido um ligeiro atraso no pagamento da parcela.
Após o fim de prazo dado pelo Kapeller, na noite do dia 12 de fevereiro, anuncia o comunicado interno escrito na noite pelo próprio Kapeller que “A Rede Manchete acaba de romper o acordo com o grupo Renascer” após o não pagamento da primeira parcela. O papel foi distribuído aos funcionários da emissora e lido parcialmente, no "Jornal da Manchete" pouco antes das 21h. O motivo, segundo Kapeller, seria "o descumprimento de cláusulas contratuais". O comunicado determina ainda "o imediato afastamento da RGC Produções das atitudes operacionais, comerciais e artísticas que vinha exercendo". A resposta do Estevam Hernandes, presidente da Fundação Renascer, veio por meio da assessoria da fundação, dizendo que só sai da Manchete se houver ordem judicial. Estevam afirmou outro comunicado, desta vez à imprensa: "Estamos tomando todas as providências legais". Em resposta, a RGC anunciou que deverá entrar nos próximos dias com uma ação judicial contra o Grupo Bloch.
Na madrugada do dia 13 de fevereiro, os programas da Igreja Renascer não estão mais sendo transmitidos: o Espaço Renascer, da bispa Sônia Hernandes, foi tirado do ar e os telespectadores que costumaram a assistir o programa só viam apenas a tela preta. Já de manhã, os programas da igreja foram substituídos por seriados e animes. No mesmo dia, os seguranças da TV Manchete São Paulo fecharam os portões para impedir os bispos da igreja de entrar na sede da emissora.
O Grupo Bloch decidiu romper o acordo com RGC depois de muita pressão da parte do Ministério das Comunicações, que considerou ilegal o acordo de arrendamento da emissora por 15 anos e efetuou uma série de ameaças.
Em 14 de fevereiro, mais uma debandada da Rede Manchete: por causa da crise, a TV Manchete Rio de Janeiro, deixa apresentar os programas da Igreja Universal do Reino de Deus, depois que a igreja trocou a emissora pela CNT. Para ocupar o espaço diário, com duas horas de duração, incluindo os sábados e domingos, a Igreja está pagando R$ 200 mil por mês.
Na tarde do dia 17 de fevereiro, Estevam Hernandes consegue uma liminar de reintegração de posse da rede pela Igreja Renascer na 6ª Vara Cível de Santana, do Tribunal de Justiça do Estado de São Paulo, assinada pelo juiz Amador Pedroso.
No dia 18 de fevereiro, os programas evangélicos da igreja voltam ao ar. No mesmo dia, os advogados do Grupo Bloch entram em processo contra a posse da emissora pela produtora RGC, para derrubar a liminar. Em São Paulo, os funcionários que haviam voltado ao trabalho, após um acordo com a RGC, ameaçaram retornar greve caso a liminar obtida pela RGC seja revogada. No Rio de Janeiro, três outdoors, instalados a pedido dos funcionários da emissora, apresentavam uma mensagem irônica aos anunciantes: "Sabe para onde vai o dinheiro que você gasta anunciando na TV Manchete? Nem a gente." [Assinam os] "Trabalhadores da Manchete sem salário há cinco meses".
Kappeller admite que não possui meios de pagar a dívida de US$ 540 milhões com o governo federal e afirma que recebeu carta endereçada do Banco Rural, que dá o prazo de 24 horas para que o grupo pagar duplicata de R$ 5 milhões, descontada pela emissora em janeiro de 1999. O banco afirma que, caso o dinheiro não seja pago no prazo "improrrogável" de 24 horas, terá de tomar "medidas extrajudiciais e judiciais pertinentes à espécie". A carta, datada no dia 17, foi divulgada pelo próprio Kapeller. Nesse dia, Kapeller declarou à Folha de S. Paulo (publicado no dia 19), "que a carta é uma prova de que a Renascer não pagou nada à Manchete, ao contrário do que afirma a fundação". Segundo ele, já está sendo renegociada com o banco a prorrogação do prazo de pagamento.
No dia 19 de fevereiro, os Diários Associados admitem pela primeira vez, que poderão assumir a dívida da Rede Manchete. O grupo ganhou diversas causas em 1998 contra a união pela extinção da TV Tupi em 1980, que foi dividida pela Manchete e SBT. Caso a Rede Manchete venha a ser adquirida por Diários Associados, a dívida da emissora seria abatida do valor a ser pago pela união ao D.A.. A Rede Manchete precisa pagar R$ 240 dos R$ 550 milhões até 18 de maio para manter a concessão.
Em 22 de fevereiro, os funcionários da TV Manchete São Paulo, encerram a greve graças ao acordo, efetuado no Tribunal Regional Trabalho de São Paulo, com a RGC. A emissora estava funcionando até uma semana antes, com um quadro de 260 profissionais "convidados" pela RGC. Havia a esperança que a produtora pagasse o vale dos funcionários no dia 20, o que não ocorreu.
Na noite do mesmo dia, o Grupo Bloch consegue por meio de outra liminar, a reintegração de posse, à exemplo da RGC que a havia conseguido em fevereiro. A nova liminar foi concedida após o abandono da função dos representantes da RGC, produtora da Igreja Renascer da emissora em São Paulo. A nova liminar foi recebida sem surpresa pelos bispos da igreja e membros da RGC. Desde que recuperaram o controle da rede, membros da RGC passaram o fim de semana esvaziando e limpando as gavetas, enquanto colocavam no ar uma grade de programação religiosa, sem se preocuparem em gravar novos programas, pois exibiram apenas reprises, numa clara indicação de que não pretendem permanecer com na disputa pelo controle da emissora e dar o calote ao Grupo Bloch.
Em 23 de fevereiro, o Grupo Bloch reassume o controle da Rede Manchete. O arrendamento da Rede Manchete com a RGC, da Fundação Renascer (pertencente à Igreja Renascer em Cristo) pelo grupo, que previa o pagamento de R$ 4,8 milhões de reais em cada mês durante 15 anos se revelou maior prejuízo da emissora. O arrendamento foi desfeito devido à inadimplência da fundação, o que levou o grupo a anular o contrato na Justiça, por conta da falta de pagamento da primeira parcela do contrato previsto em 31 de janeiro e foi mais um fracasso, pois ficou ainda mais um mês nas mãos da Renascer.
Em 24 de fevereiro, a direção do Grupo Bloch anuncia que o jornalista Mauro Costa é o novo diretor geral da Rede Manchete; a direção do grupo decide que a sede da emissora deverá continuar no Rio de Janeiro; também afirma que não pretende pagar o salário de fevereiro para os funcionários. A direção do grupo entende que está é uma responsabilidade da Igreja Renascer e pretende esperar uma decisão da justiça. Quanto aos salários atrasados desde outubro, a direção comunicou que estes deverão ser pagos pelo grupo que comprar a emissora.
No mesmo dia, Kapeller disse que o empresário Ary Carvalho, dono do jornal carioca O Dia, é um dos interessados em comprar a rede e que também há negociações com outros dois grupos, mas não revelou os nomes. Ele nomeou o jornalista Mauro Costa novo superintendente-geral da rede. Segundo a imprensa, um desses grupos é de Brasília. Procurado pela imprensa para declarar, Carvalho disse, por meio da secretária, que não atenderia ao telefonema por não ter nada a falar, já que desconheceria as negociações com Kapeller.
Horas depois, a apresentadora do programa Mulher de Hoje, Claudete Troiano, se revolta com notícia que não terá o salário de fevereiro pago e diz que era "difícil não chorar". Apesar de dizer que estava triste pelo conteúdo das notícias dos jornais, não havia dúvidas que era uma referência à crise da emissora, que anunciou que não pagará os funcionários. Durante a apresentação de um prato, Claudete declara: "Antigamente brindávamos com "Champanhe". Agora até o suco é falso.". Em seguida, abriu uma geladeira presente no estúdio e declarou que a mesma estava "vazia, como na casa das famílias pobres. Todas as frutas são falsas". Visivelmente alterada, arremessou as frutas falsas no chão. Ao longo do programa, ela fez questão de apresentar os contra-regras que trabalham no programa, numa evidente demonstração de apoio aos funcionários da emissora. O clima era de tristeza, despedida e indignação.
Em 25 de fevereiro, os representantes dos funcionários da rede se reúnem em assembleia geral realizada no Rio de Janeiro e anunciam que pretende iniciar ação popular para obter a cassação da concessão da Rede Manchete. Eles pretendem que a emissora passa a transmitir programas das emissoras educativas, o que na prática seria o fim dos anunciantes.
No mesmo dia, o ministro das Comunicações, Pimenta da Veiga, que se manifestou contrário ao acordo entre Bloch/Renascer desde o início, considerou "salutar" a saída da Fundação Renascer do controle da Rede Manchete, ao elogiar o fim do acordo entre eles e a iniciativa da Bloch. Em relação a venda da emissora, declara que não vê problemas nas negociações entre Ary Carvalho (O Dia) e o grupo Bloch, visando a compra da emissora. O problema é que o jornal carioca não possuiu (pelo que se sabe) experiência e condições financeiras para de reerguer a rede, com o pagamento das dívidas até 18 de maio. O próprio jornal de Ary enfrentou dificuldades financeiras no final de 1998. O favorito para compra da emissora continua sendo o grupo "Diários Associados".
Em 26 de fevereiro, os funcionários da TV Manchete São Paulo, entram novamente em greve. A greve foi decidida em virtude do não cumprimento do acordo firmado entre os funcionários da Manchete e a direção da RGC, que controlavam a emissora.

#### Março: Grupo TeleTV na mira
Mais de três anos após a morte de Adolpho Bloch, o fracasso de Brida (que esgotou os recursos da emissora), a venda e o recuo do Bloch à Igreja Renascer em Cristo, as 5 concessões da Manchete começaram a ser novamente vendidas por Pedro Jack Kapeller, o "Jaquito", sobrinho de Adolpho e principal herdeiro de suas empresas.
Em 1º de março, o programa Mulher de Hoje, apresentado ao vivo por Claudete Troiano, não foi levado ao ar. Rio de Janeiro e Brasília (TV Brasília) conseguiram sustentar a programação noturna da emissora. Posteriormente, o programa é cancelado e a Claudete sai da emissora.
Em 4 de março, cerca de cem funcionários da Manchete invadem o primeiro andar do prédio do Ministério das Comunicações em São Paulo. Os funcionários pretendem acampar no local, onde fica a sede do Dentel (Departamento Nacional de Telecomunicações), por tempo indeterminado, até que a empresa se decida a pagar os salários que estão em atraso desde outubro de 1998.
Entre 5 e 6 de março, funcionários da Bloch Som e Imagem (empresa criada para produzir as novelas da emissora), recebem uma convocação para rescindirem o contrato com a empresa. Este é o primeiro passo para o fechamento da empresa. A Bloch Som & Imagem foi criada para impedir que os investimentos feitos na área de dramaturgia fossem parar nas mãos de Hamilton de Oliveira, que luta pela posse da emissora na justiça.
Em 8 de março, o casal Luiz Carlos e Lucy Barreto anunciam que pretendem comprar a Rede Manchete. Eles pretendem criar uma rede de televisão dedicada a exibição de programas ligados a cultura nacional. A rede já foi apelidada de "Canal Brasil", numa referência ao canal a cabo que se dedica à exibição de filmes nacionais, a mesma exibida na Manchete quando foi inaugurada e por causa do fracasso, retirou a programação em 1988.
Em 10 de março, Amilcare Dallevo Jr., proprietário da Tecnet Teleinformática, empresa que explora o serviço 0900, é mais um novo pretendente à compra da rede. Ele já teria iniciado as negociações para a compra da emissora com Kapeller. Caso o negócio seja concretizado, é a segunda vez que a Manchete é vendida para um magnata da jogatina, como ocorreu em 1992. O temor é que a Manchete seja utilizada por Amilcare, caso consiga adquiri-la, para divulgar os serviços de 0900.
Enquanto isso, os funcionários da emissora em São Paulo, que ocupam o prédio da delegacia do Ministério das Comunicações da cidade, realizam mais uma manifestação de protesto contra o atraso dos salários.
Em 11 de março, os sindicalistas que representam a Manchete, se reúnem com o ministro Pimenta da Veiga para tentar encontrar uma solução para o impasse criado. No mesmo dia, os funcionários da gráfica do Grupo Bloch realizam uma passeata pelas ruas do centro do Rio de Janeiro. As revistas Manchete e Amiga estão sendo impressas na Editora Abril.
Em 12 de março, o Sindicato dos Metalúrgicos de São Paulo fornece 100 cestas básicas para os funcionários em greve da Manchete. As cestas foram entregues aos grevistas que ocupam o prédio do Ministério das Comunicações em São Paulo. Horas depois, os funcionários desocuparam o prédio. No mesmo dia, o acordo garantindo a preferência da venda da emissora para o empresário Amilcare Davelo é assinado, com a promessa de venda da emissora para o empresário.
Em 17 de março, o banco norte-americano Lehman Brothers é apontado como o financiador de Amilcare Dalevo Jr., proprietário da Tecnet, para a compra da Rede Manchete. O representante do banco no Brasil seria o brasileiro Lavra, já que a legislação brasileira proíbe a participação de empresas estrangeiras em emissoras de TV aberta.
Em 18 de março, Kapeller disse que há um contrato de opção de compra da Manchete feita pela produtora Ômega, de Amilcare Dallevo. Segundo Kapeller, o contrato definitivo deve ser elaborado dia 8 de abril, quando termina auditoria na Manchete pela empresa de Dallevo. A Ômega se tornaria responsável pelo passivo da emissora e o pagamento dos salários atrasados seria prioritário no contrato. No mesmo dia, a sede da TV Manchete Rio de Janeiro é protegida novamente pela Policia Militar para evitar a invasão do prédio por funcionários grevistas.
Em 24 de março, o empresário Dalevo Jr. anunciou que até o dia 9 de abril decide se compra ou não o que sobrou da Rede Manchete. O empresário Dalevo ainda aguarda os resultados da auditoria que está sendo feita na rede. Caso o empresário não adquira a emissora, é provável que o Ministério das Comunicações decrete a liquidação da emissora no dia 18 de maio.  Nos dias seguintes, representantes de Dalevo Jr. e a TeleTV realizam uma auditoria sobre as contas na emissora e fazem diversas reuniões com os funcionários para saber qual é o montante da dívida da emissora.

#### Abril
Em 5 de abril, o Banco do Brasil anuncia que vai entrar na Justiça para receber a dívida de US$ 102 milhões do Grupo Bloch. A decisão foi tomada depois que o grupo deixou de cumprir o acordo de refinanciamento da dívida com a instituição. No mesmo dia, o Grupo TeleTV que faz a auditoria sobre as contas da rede, marcou a reunião no dia 7 com o Sindicato dos Jornalistas para buscar uma solução para o pagamento dos salários atrasados dos funcionários da emissora.
Em 6 de abril, o ex-ministro das Comunicações, Luiz Carlos Mendonça de Barros se reúne com Kapeller, na sede da TV Manchete Rio de Janeiro. O encontro foi confirmado à Folha de S. Paulo pelo próprio Kapeller, afirmando que o ex-ministro está fazendo a ligação entre a emissora e um grupo de eventuais compradores, os quais não quis identificar, alegando que o momento é "delicado" para a empresa.
Em 7 de abril, o dia da reunião marcada, os representantes dos funcionários da Rede Manchete aceitaram os principais pontos de uma proposta de apresentada por Amilcare Dallevo Jr. para o pagamento dos salários atrasados, caso a emissora seja comprada pelo grupo TeleTV. O ex-ministro Luiz Barros assume o papel de intermediador na venda da rede. O acordo estipula um prazo para o pagamento parcelado dos salários atrasados. Os funcionários discordarão apenas do prazo de 12 meses estipulado para o pagamento. Em São Paulo, o juiz do Tribunal do Trabalho determina que 70% do total arrecadado pela emissora em publicidade seja depositado em juízo para o pagamento dos salários atrasados dos funcionários da emissora. Horas depois, ocorre a reunião na noite dos grupos que interessam em comprar a rede e administrar os problemas.
Em 8 de abril, o empresário e sócio do Banco Rural no empreendimento, Amilcare Dallevo Júnior, presidente do grupo paulista TeleTV, que opera o sistema de ligações interativas com sorteios pela TV por meio do prefixo 0900, a qual operava o Tele 900, Amílcare Dallevo Jr. é apresentado oficialmente como o novo comprador da rede. O grupo liderado por Dallevo Jr, propôs aos sindicalistas o pagamento parcelado, no prazo de 12 meses, dos salários atrasados dos funcionários da emissora. A TeleTV também propôs o cancelamento das demissões ocorridas em setembro de 1998 (cerca de 600) e estabilidade de 90 dias, a partir da volta ao trabalho dos funcionários que estão em greve. Nesse dia, Kapeller se reuniu com Amílcare Dallevo em São Paulo. Em assembleia à tarde, os funcionários da TV Manchete São Paulo aceitaram a proposta, mas os sindicalistas vão tentar negociar a redução do prazo do pagamento dos atrasados para oito meses. No Estado de São Paulo, os salários estão atrasados desde outubro e nos demais Estados, os funcionários não recebem desde setembro. O sindicato dos radialistas estima em R$ 40 milhões de reais, o valor dos salários atrasados.
Em 14 de abril, o ex-proprietário da Manchete e empresário Hamilton Lucas de Oliveira, dono do Grupo IBF (Instituto Brasileiro de Formulários), obtém a decisão favorável da justiça, impedindo a venda da Rede Manchete, ao conseguir obter liminar parcial, impedindo a venda da TV Manchete. O desembargador Roberto Wider, do Rio de Janeiro, concedeu uma medida cautelar que impede a venda da emissora até que seja julgado o recurso que Hamilton move contra a sentença que confirmou a posse do grupo Bloch sobre a emissora. A disputa entre o grupo Bloch e Hamilton de Oliveira, pela propriedade da Rede Manchete, atrapalha a venda da emissora para o grupo TeleTV.
No dia 15 de abril, a auditoria promovida pelo empresário Amilcare Dallevo Jr. na Rede Manchete, apura que a dívida total da emissora é de R$ 620 milhões.
Em 20 de abril, Amílcare Dallevo diz confiar na Justiça para a resolução do impasse criado pela ação por Hamilton Oliveira e teme o fim da Manchete, pois a venda da emissora deve ser concretizada (segundo o Ministério das Comunicações) até o dia 18 de maio e passado esse prazo e caso não tenha ainda sido vendida, a Manchete perderá a concessão. Sendo assim, os canais da emissora em cada Estado terão de passar por licitação para a concessão separadamente. Segundo assessoria do ministério, "esse processo pode demorar muito porque a concessão tem de passar pelo Congresso para ser aprovada". A demora no processo judicial pode afastar Dallevo da Manchete.
Em 21 de abril, o site TV Crítica afirma que a TV Mar, emissora afiliada à Rede Manchete, instalada na cidade de Santos, litoral de São Paulo, pode ser comprada pelo Edir Macedo.
Em 26 de abril, Amilcare Dallevo inicia acordo de uma semana de duração com Hamilton Lucas no processo que impediu a compra da Rede Manchete, para evitar que o acordo da compra e a concessão fracassem.
Em 28 de abril, a Manchete tem sua programação publicada pela última vez no Jornal do Brasil, um dos grandes jornais cariocas na época. A partir do dia seguinte passaria a ser exibida a informação de que a Manchete não divulgou a sua programação. A programação para o dia 28 foi: 07:15 Igreja da Graça no Lar / 08:15 Está Escrito / 08:45 Conexão Gospel / 09:30 Escola Bíblica / 10:00 Programa Educativo / 10:30 Canal Direto / 12:00 Grupo Imagem / 13:00 LBV / 13:30 Canal Direto / 14:30 Clube do Campo / 15:30 Grupo Imagem / 16:30 Jiraiya / 17:00 Shurato / 18:00 Yu Yu Hakusho / 19:00 Maskman / 20:00 Mexe Brasil / 21:00 Programa de Domingo / 22:00 24 Horas / 23:00 Show Business / 00:00 Uma História de Sucesso / 01:00 Mistério / 02:00 Na Rota do Crime / 03:00 Encerramento

#### Maio: Venda e fim definitivo da Manchete
Em 2 de maio, Amilcare Dallevo, assina o contrato para administrar 30% das dividas da emissora e a concessão dela.
Em 6 de maio, o desembargador Roberto Wider, da 5ª Câmara Cível do Rio, começa a julgar o recurso do empresário Hamilton Lucas de Oliveira contra a decisão judicial que deu, em primeira instância, a posse da TV Manchete à família Bloch. Desde 1993, Lucas de Oliveira briga na Justiça pela posse da emissora, cuja compra negociou em 1992. Alegando não-pagamento das parcelas, a família Bloch conseguiu retomar a TV em 1993. A venda da Manchete para o grupo TeleTV, depende da decisão de Wider. A família Bloch ganha na Justiça, em segunda instância, o direito de posse da TV Manchete. A 5ª Câmara Cível do Rio julgou improcedente, por unanimidade, o recurso de Oliveira contra a decisão judicial que havia dado, em primeira instância, a posse da emissora aos Bloch. O desembargador Wider, relator do processo, também cassou a liminar que concedera em favor de Oliveira, impedindo a venda da TV até que fosse decidida a questão judicial. Com isso, poderá ser concluída a negociação com o grupo TeleTV. Wider decidiu que o empresário Hamilton Lucas não tinha direito sobre a emissora e a liminar que impedia a venda da emissora em 14 de abril deixa a ter validade.
Em 7 de maio, véspera do dia da compra da Rede Manchete, o presidente do Grupo Bloch, Pedro Jack Kapeller, o Jaquito, viaja para Brasília, DF, para ter um encontro com o grupo Diários Associados. Segundo o próprio Kapeller, o encontro não ocorreu, mas a chegada dele na cidade foi o suficiente para espalhar o boato de que o grupo Bloch estaria tentando negociar a venda da emissora para os antigos proprietários da TV Tupi, ligados ao ministro das comunicações Pimenta da Veiga. Revoltados, os funcionários decidiram invadiir as instalações da TV Manchete Rio de Janeiro, o saguão da sede da emissora e iniciar uma greve de fome. A intenção era pressionar Kapeller a assinar o contrato de venda da TV. Na invasão, houve tumulto entre funcionários e seguranças. Kapeller chegou, aceitou conversar e assinou documento garantindo que o contrato será assinado.
Em 8 de maio, é iniciado a longa reunião sobre a compra da rede com 5 emissoras que a compõem. A reunião para a compra ocorre dez dias antes do prazo final para a renovação das concessões, que estavam vencidas desde agosto de 1996. Se até 18 de maio, a Rede Manchete não tivesse pagado boa parte das dívidas ou ser vendida por outro grupo capaz de administrar a rede para pagar as dívidas, seria liquidada e definitivamente extinta ao perder a concessão. Sendo assim, os canais da emissora que possui teria que passar uma nova licitação para a concessão separadamente, o que demoraria, pois teria que passar pelo Congresso Nacional (o Parlamento brasileiro).
No dia 9 de maio, depois de várias reuniões, num acordo acompanhado pelo Ministério das Comunicações, é anunciada que a Rede Manchete foi vendida ao grupo TeleTV na madrugada. O Grupo TeleTV comprou a rede por US$ 608 milhões de dólares. A emissora foi vendida pelo grupo Bloch depois de uma reunião de mais de 12 horas entre o seu presidente, Pedro Jack Kappeller, e o proprietário do grupo TeleTV, Amilcare Dallevo Jr.
O valor anunciado da venda da emissora surpreendeu, já que a Rede Manchete encontrava-se totalmente desestruturada, tendo perdido quase todas as suas afiliadas nos últimos dois anos para as redes Record, CNT e Bandeirantes.
A empresa TeleTV pagou passivos de R$ 330 milhões (e não os R$ 608 milhões), cancelando todas as demissões feitas em 1998 e investindo US$ 100 milhões nos próximos 12 meses. Para fechar o negócio, Dallevo Jr. contou com um empréstimo de US$ 1 bilhão da financeira norte-americana Lehman Brothers.
Amilcare encaminha ao ministro Pimenta da Veiga o contrato de venda da Manchete assinado por ele e o Kapeller (que ainda é o dono da emissora).
Os funcionários da emissora foram comunicados à tarde na assembleia a venda da rede.
Segundo as informações da imprensa, o grupo Bloch receberia 7,5 milhões de dólares por mês durante seis anos. Para isso, o grupo TeleTV esperava elevar o faturamento mensal da emissora de US$ 10 milhões, registrados em 1998, para US$ 30 milhões, o que seria um fato extraordinário. Pelo contrato, a emissora terá seis meses para desocupar o prédio que ocupa no Rio de Janeiro, podendo utilizar por quatro anos a sede paulista.
Em 10 de maio, a emissora transmite sua programação com o nome "Rede Manchete" pela última vez. No mesmo dia, Dallevo informa que as dívidas da Manchete com o INSS e com o FGTS somam cerca de R$ 200 milhões. As dívidas com salários, bancos privados e fornecedores chegam a R$ 130 milhões. O presidente da TeleTV, Amilcare Dallevo Jr., disse que a empresa investirá R$ 100 milhões no seu primeiro ano à frente da Rede Manchete, adquirida no dia 9. Os proprietários da Bloch e da TeleTV se encontram com o ministro Pimenta da Veiga, para informá-lo da transação e dar início ao processo de aprovação da venda no Congresso Nacional. Entre os dias 11 e 17 de maio, a emissora exibiu normalmente a sua programação, mas sem identificação na tela como vinhetas e marca d'água, apesar do Jornal da Manchete ainda seguir no ar com seu nome padrão.
Em 14 de maio, o ministro Pimenta da Veiga assina o decreto transferindo o controle acionário da Rede Manchete para o grupo paulista TeleTV. A assessoria do ministério explicou que a proposta do TeleTV, mostra que o grupo tem condições técnicas e financeiras de gerir a rede. O grupo também apresentou um certificado de regularidade emitido pelo INSS comprovando que as dívidas da Rede Manchete foram renegociadas. O decreto é publicado pelo Diário Oficial da União até dia 17 de maio, com a assinatura do presidente brasileiro Fernando Henrique Cardoso. Com a conclusão da venda, a Presidência da República vai encaminhar ao Congresso Nacional uma solicitação para que a concessão da emissora seja renovada. A concessão venceu em 1996, mas permitiu a operação de emissoras em São Paulo, Rio de Janeiro, Fortaleza, Belo Horizonte e Recife por três anos.
Em 17 de maio, véspera do fim das concessões, o Diário Oficial publica o decreto, com as assinaturas do presidente Fernando Henrique Cardoso e o ministro das Comunicações, Pimenta da Veiga, em que transfere para TV Ômega a concessão outorgada à TV Manchete para explorar serviço de radiodifusão de sons e imagens nas cidades do Rio de Janeiro, Belo Horizonte, Recife, Fortaleza e São Paulo. Segundo o decreto, a exploração do serviço de radiodifusão será regida pelo Código Brasileiro de Telecomunicações e leis subsequentes e seus regulamentos. No entanto, no mesmo dia, os funcionários da TV Manchete São Paulo decidem manter a greve, apesar da publicação da venda da Rede Manchete para o grupo TeleTV no Diário Oficial. Os funcionários decidiram que só retornarão as atividades normais depois que for assinado um acordo com os novos proprietários da emissora e os sindicatos. Os funcionários também exigem o pagamento dos salários atrasados. Nesse dia, a emissora deixou de usar, agora em definitivo, a marca "Rede Manchete". 
No dia 18 de maio, a emissora passou a usar a marca TV! em sua identificação como vinhetas e marca d'água no canto direito da tela, iniciando o processo de transição entre a Rede Manchete e a TV Ômega. O principal telejornal da emissora passou a se denominar apenas como Primeira Edição, assim como os programas que levavam o nome "Manchete", passaram a levar o subtítulo como principal.
Em 19 de maio, o site da TV Crítica afirma que o comediante Sergio Mallandro, que havia sido demitido pela Manchete por causa da crise de 1998 e contratado pela CNT, é entre uns dos cogitados para ser apresentador na TV!, mas no dia 25 de maio, a emissora perde Mallandro para a CNT Gazeta, depois que a emissora o contratou depois dos boatos da transferência à Manchete.
Em 20 de maio, o site TV Crítica afirma que a Rede Manchete vai mudar de nome e o mais cotado é a TV Ômega.
Em 21 de maio, o jornal Gazeta Mercantil, publica a reportagem em que Boni nega que vai para Manchete e pretende cumprir o mandato com a Rede Globo até abril de 2001.
No mesmo dia, após oito meses em greve, os funcionários da Manchete se dizem aliviados diante das negociações com o grupo TeleTV. Segundo Everaldo Gouveia, presidente do Sindicato dos Jornalistas de São Paulo, no dia 27 de maio os funcionários da emissora retornam ao trabalho em todo o país, um dia após o pagamento da primeira parcela dos salários atrasados. As demais serão recebidas em até 11 vezes, sem correção.
Também no mesmo dia, é anunciada que a partir de agosto, a Rede Manchete (ainda com o nome de TV!), vai estrear com o novo nome da rede, pois Amílcare Dallevo Jr., encomendou pesquisa para a agência de publicidade FischerAmérica, que deve descobrir qual o nome que mais agrada à população. A agência também vai cuidar do lançamento da nova emissora. Na compra, o empresário desembolsou um total de R$ 250 milhões de reais (entre dívidas com o governo e trabalhistas), além das cinco concessões. Dallevo não ficou com nenhum prédio ou equipamento da Manchete. Os funcionários foram o ativo incorporado. "Não ficamos com a TV Manchete Ltda. Nem com o seu CGC. Essa empresa tem ainda uma dívida de cerca de R$ 80 milhões com bancos privados", disse Dallevo.
Em 22 de maio, a Revista Veja nº 1599, datado no dia 26 de maio, publica denúncias em que o paulista Amilcare Dallevo Jr., seria sócio de grupo estrangeira da Telefônica, empresa de telefonia fixa sediada na Espanha, que ganhou concessão para administrar a Telesp no estado de São Paulo, que é proibido pelas leis brasileiras. A revista também questiona a capacidade de Dallevo de administrar a rede de televisão, pois não mostrou comprovantes de lucro em 1998.
Toda vez que é questionado sobre a definição da cidade que ficará com a cabeça-de-rede da nova Rede manchete, ser Rio de Janeiro ou São Paulo, o empresário Amilcare Dallevo Jr. desconversa, afirmando que este é um detalhe sem importância. No entanto, a nova sede seria o conjunto de bairros chamado Alphaville, na cidade de São Paulo e até tem razão. Não adianta a transmissão das imagens para o satélite ser realizada na cidade do Rio de Janeiro, se a produção de programas for transferida para outro local (no caso de São Paulo) e isto poderia ocasionar a demissão de centenas de funcionários da emissora no RJ.
Em 23 de maio, no programa Show Business, é apresentado uma entrevista com o novo proprietário da Rede Manchete, o empresário Amilcare de Oliveira. Várias perguntas foram feitas a ele sobre o destino de sua rede de TV. Amilcare disse que o grupo TeleTV já trabalha no setor da comunicação realizando programas terceirizados para as redes SBT, Bandeirantes, Record dentre outras.
O grupo adquiriu o direito da concessão que pertencia aos Blochs e as dívidas da emissora com os trabalhadores e com o governo, que já não eram poucas, serão pagas mediante a um parcelamento e penhora de alguns bens do canal. Vários equipamentos já ultrapassados, que o canal utilizava foram penhorados, e a emissora tem 90 dias para desocupar o prédio que realiza seus trabalhos em São Paulo.
Não deu certeza de onde ficará a cabeça da rede embora afirma que a emissora cabeça continuará no Rio mesmo não estando preocupado com isso, pois a geradora das imagens para o satélite pode ficar no Rio e o local para produção dos programas em São Paulo.
Admitiu que durante 2 anos a emissora parou no tempo e seus equipamentos e produções foram se deteriorando. Falou também que a emissora terá seu nome modificado e que em dentro de uma semana o novo nome será amplamente divulgado. Para realizar essa difícil escolha foi contratada uma empresa, a Fischer, que está realizando pesquisas de público nas maiores praças para saber qual será o nome mais aceitável.
Reconheceu que durante esses dois anos, a emissora perdeu suas importantes afiliadas, a maioria para a Record em seu processo de expansão, e disse que será feito uma reunião com todos os grupos que estão afiliados com a emissora a fim de mostrar os planos da nova diretoria. O pontapé inicial já foi dado, com a realização de uma reunião o grupo do Correio Brasiliense, cujo produto é a TV Brasília, maior afiliada da Manchete, e que esse grupo afirma que continuará afiliado com a emissora.
Amilcare falou ainda que a nova programação da emissora só começará em Agosto e esse e o período compreendido antes deste mês será a fase de transição do canal.
No dia 28 de maio, é apresentada o novo nome para Rede Manchete: a Rede TV!. "Foram apresentados seis nomes para o público e esse foi o escolhido", disse Antonio Fadiga, diretor-geral de comunicação total da agência FisherAmérica. Segundo ele, a simplicidade do nome é uma tentativa de surpreender. "É um nome que já faz parte do cotidiano das pessoas e vai virar referência para a ex-Manchete". O novo logotipo ainda não foi definido.
No mesmo dia, os funcionários da TV Manchete Rio de Janeiro anunciam que vão encerrar greve em três dias, já a TV Manchete São Paulo retornou aos trabalhos depois dos pagamentos dos salários atrasados.
Também no mesmo dia, na noite, a rede exibe o VT do torneio de Tênis de Roland Garros, a partida entre Gustavo Kuerten e Sjeng Schalken. Quando a partida estava no último set, faltando apenas três minutos para o encerramento da partida, a EMBRATEL tirou, como de costume, o sinal da emissora do ar, como forma de a emissora recém comprada, pague o que deve à empresa na época da Manchete, desrespeitando o telespectador.
Em 30 de maio, a Rede Manchete passa a se chamar oficialmente Rede TV.
Em 31 de maio, o dia em que os funcionários da TV Manchete Rio de Janeiro encerrariam a greve de nove meses, voltam atrás e ameaçam continuar por mais de um dia, quando ocorre a assembleia dos funcionários. Os funcionários dizem que Amilcare Dallevo não pagou a primeira parcela dos salários atrasados na emissora, como fez nas outras cidades de São Paulo, Belo Horizonte, Recife e Fortaleza. A justificativa para o não-pagamento, de acordo com o Sindicato dos Jornalistas do Rio de Janeiro, seria a recusa dos sindicatos de assinar o acordo trabalhista acertado na época das negociações de compra da emissora. O impasse surgiu com a decisão do grupo TeleTV em transferir o centro de produção para o estado de São Paulo e ter efetuado o pagamento de apenas 18 jornalistas e dos empregados que não participaram da greve. A emissora possui no Rio de Janeiro cerca de 800 funcionários.

#### Junho
No dia 1º de junho, os sindicatos dos jornalistas e dos radialistas do Rio de Janeiro assinaram o acordo com o grupo TeleTV. O acordo determina a forma de pagamento do passivo trabalhista da emissora. A assinatura ocorre um dia depois que os funcionários da TV Manchete Rio de Janeiro ameaçaram continuar a greve de nove meses caso não fosse feito o pagamento da primeira parcela dos salários atrasados. Segundo os sindicatos que representam os funcionários da emissora, assim que for feito o pagamento, será decretado o fim da greve.
No dia 2 de junho, os funcionários da TV Manchete Rio de Janeiro encerram a greve de nove meses, depois que Amílcare Dallevo pagou a primeira parcela dos salários atrasados. Segundo o Sindicato dos Jornalistas do Rio de Janeiro, os trabalhadores poderiam retornar às atividades de imediato, mas a empresa não tinha infra-estrutura, como papel e cadeiras, para recebê-los. O acordo foi firmado entre a TeleTV e o Sindicato dos Jornalistas no Rio de Janeiro é provisório e ainda depende de negociações para chegar a um acordo definitivo. Os funcionários da emissora fecharam um acordo com a direção do grupo TeleTV e com isso, eles irão receber o salário, quando deverá ser suspensa assim que o salário seja pago.
No dia 7 de junho, os funcionários da TV Manchete Rio de Janeiro voltam a trabalhar depois que os salários foram pagos.
No dia 8 de junho, por decisão da Justiça do Rio de Janeiro, dois prédios do Grupo Bloch, localizados na Rua do Russel, um abrigando a Rede Manchete e outro a redação das revistas do grupo, no bairro da Glória (centro do Rio de Janeiro), vão ser leiloados nos dias 14 e 15. Apesar dos dois prédios estarem avaliados em quase R$ 50 milhões, a justiça pretende leiloa-los para o pagamento de uma dívida de R$ 2 milhões que o Grupo Bloch deve para o extinto Banco Econômico. O leilão acontece para cobrir uma dívida de R$ 7 milhões que o grupo Bloch contraiu com o Banco Econômico em 1990 e que está avaliada em R$ 140 milhões. Segundo Kapeller, essa dívida é da TV Manchete e, portanto, caberia aos novos donos da rede saldá-la e também afirmou que tem um documento no qual recebeu a garantia de que os compradores da Manchete não deixariam os prédios irem a leilão. O empresário Amílcare Dallevo disse que sua empresa, a TV Ômega Ltda. (nova dona das concessões da Manchete), assumiu apenas as dívidas com o governo e o passivo trabalhista, o ativo e o passivo com bancos privados da antiga TV Manchete foram assumidos por uma empresa constituída por ex-banqueiros, liderados por Fábio Saboya. Os 1.621 funcionários da rede em todo o Brasil também são contratados pela parte da antiga TV Manchete, assumida por Saboya, chamada agora de TV Manchete Ltda., apesar de Dallevo ter assumido o passivo trabalhista.
No entanto, justamente no primeiro dia das leilões dos dois prédios, foram adiados para o dia 14 de julho. O pedido pelo adiamento foram os advogados da massa falida do Banco Econômico, Raimundo Nonato Ferreira e Wellington Moreira Pimentel, diante da possibilidade de um acordo que resulte no pagamento da dívida da antiga rede com o banco. No entanto, o empresário Amilcare Dallevo Jr. negou que vá assumir o pagamento da dívida da Rede Manchete, sendo que a Rede TV! desocupar em breve de um dos edifícios. No outro edifício funciona a redação das revistas publicadas pela Editora Bloch.
No dia 15 de junho, também no dia do leilão adiado, o Ministério das Comunicações fornece os documentos relativos a compra da Rede Manchete pelo Grupo TeleTV, ao Ministério Público. O MP investiga a idoneidade do grupo TeleTV e poderá pedir a anulação da venda da emissora. Caso a venda seja anulada, a Rede Manchete pode sair do ar.
Ao mesmo tempo, a TV! inicia contratação de profissionais de outras emissoras para reforçar a equipe de produção. Entre os futuros contratados estão Walter Zagari (superintendente comercial do SBT) Julio Casares, Hilton Madeira, Fernando D'Avila, Paula Cavalcante (diretora do núcleo de produção do SBT) e Atílio Riccó (diretor do Leão Livre da Rede Record).
Em 25 de junho, mais um adiamento dos dois prédios da Editora Bloch e a antiga TV Manchete Rio de Janeiro, para dia 14 de julho.

#### Julho
Em 1º de julho, a GPM, produtora de Gugu Liberato, negocia a venda de um programa de entrevistas, comandado por Clodovil, para a TV!. Clodovil deveria fazer parte do "Teleshow", um programa que estava sendo negociado com o SBT para ser exibido aos domingos. Sílvio Santos não definiu se coloca o programa da produtora do Gugu no ar. Ao ver um piloto do Teleshow, Sílvio Santos censurou mais de dois terços de uma entrevista comandada por Clodovil, pois Sílvio não gostou do estilo agressivo de Clodovil. No mesmo dia, Paulo Henrique Amorim reaparece na TV durante o informe publicitário, onde apresentou o comunicado oficial da fusão das cervejarias Brahma e Antárctica, depois ter saído da Rede Bandeirantes em janeiro de 1999. As negociações entre Amorim e TV! acertaram foram concluídas e ele foi contratado pela emissora para o comando do novo telejornal da emissora. Porém, as dificuldades da nova rede, revela que ele vai comandar um programa próprio e não o telejornal da emissora. Mas PHA pode desistir da ideia por causa do aumento das dificuldades financeiras da emissora.
No dia 3 de julho, a ameaça da justiça leiloar a sede da Rede Manchete no Rio de Janeiro está obrigando a direção da rede a antecipar sua transferia para as novas instalações da emissora em Alphaville, São Paulo, apesar ainda não ter sido concluída. A direção da emissora está tentando obter um empréstimo no BNDES para promover um programa de demissões incentivadas. Com a transferência para São Paulo, boas parte dos funcionários lotados no Rio de Janeiro serão dispensados.
Em 5 de julho, o site TV Crítica revela que o nome Rede TV! poderá mudar de nome, pois o novo nome da Rede Manchete não emplacou e comenta-se nos bastidores uma possível troca de nome.
No dia 9 de julho, o Banco do Brasil (BB) anuncia que a entrada judicial contra a Bloch Editores e a TV Manchete em 12 de julho para exigir o pagamento de dívidas das duas empresas e que a ação de ajuizamento permite que a empresa continue funcionando. O débito vem de acordo fechado em 1997 entre o BB e as empresas. A dívida estava parcelada, mas com um recente atraso de pagamento levou BB decidir ir à Justiça. A diretoria do banco não pretende pedir a falência das duas empresas. No entanto, o empresário Fábio Saboya Júnior, dono da TV Manchete Ltda., disse que não foi informado sobre a ação: "Recebo a notícia com tranquilidade. Numa reunião há 20 dias com a diretoria do banco, deixei clara minha intenção de assumir o que cabe a mim nessa dívida". A emissora também apareceu encabeçando a lista dos maiores devedores de impostos e contribuições ao governo federal. Recentemente, Amilcare Dallevo revelou que a dívida da Rede Manchete era muito maior do que se imagina até então. Apesar de tudo, Amilcare Dallevo e a equipe que comanda a rede conseguiram alguns importantes avanços e já exibem o telejornal Primeira Edição. O empresário agora luta para obter um empréstimo do BNDES para iniciar uma campanha de demissões voluntárias. Os mais afetados deverão ser os profissionais lotados no Rio de Janeiro, já que a emissora deverá concentrar suas produções em São Paulo.
Em 14 de julho, às 13hs, no Rio de Janeiro, inicia o leilão de dois prédios do Grupo Bloch, localizados na Praia do Russel. O prédio onde funcionava a Rede Manchete está avaliado em R$ 25.413.588,00 e o edifício onde funcionava a redação da Editora Bloch em R$ 20.300.870,00. O dinheiro arrecadado com o leilão será destinado ao pagamento de uma dívida do grupo Bloch com a massa falida do Bando Econômico. A dívida do grupo Bloch com o Banco Econômico é avaliada em R$ 100 milhões. O leilão, que havia sido marcado inicialmente para o dia 13 de junho, foi adiado a pedido do Banco Econômico, diante da possibilidade de um acordo do Banco com o Grupo Bloch, o que não ocorreu. Os prédios não faziam parte do pacote que o Bloch vendeu para o TeleTV. O leilão, que ocorria na data marcada, não ocorre por falta de compradores, marcado para dia 25 de julho.
A TV! Rio de Janeiro (ex-TV Manchete Rio de Janeiro) passou a operar a partir dos novos estúdios instalados no TelePorto. A redação da Editora Bloch foi transferida para outro prédio, no subúrbio carioca. A dívida do grupo Bloch com o Banco Econômico é avaliada em R$ 100 milhões.
Em 20 de julho, o Ministério das Comunicações renova a concessão da RedeTV!, antiga Rede Manchete, por quinze anos, contados a partir de agosto de 1996. Desde então, a rede vinha operando com uma concessão provisória que terminou em 18 de maio. A venda da Manchete foi uma das condições exigidas pelo governo para renovar a concessão da emissora. O decreto, elaborado pelo Ministério das Comunicações, será encaminhado para o presidente Fernando Henrique Cardoso para avaliação e aprovação.
Em 23 de julho, Bloch Editores apresenta ao juiz da 5ª Vara de Falências e Concordatas do Rio, José Carlos Maldonado, pedido de concordata preventiva, pelo prazo de dois anos. A TV Manchete e a Bloch Som e Imagem não estão incluídas na concordata. Os motivos alegados para o pedido são "a negativa conjuntura internacional e a negativa conjuntura recessiva do país". Além disso, a empresa alega uma crescente redução de faturamento, de cerca de R$ 30 milhões (equivalente US$ 10 milhões de dólares) em 1998 em relação ao ano anterior, e "o descumprimento de obrigações contratuais pelo grupo Hamilton Lucas de Oliveira". O pedido prevê o pagamento integral de R$ 250 milhões relativos a dívidas sem garantia, em duas prestações anuais, correspondentes a 40% e 60% do total, com o primeiro pagamento previsto para julho de 2000. No pedido, a empresa propõe dois anos para pagar sua dívida em duas prestações, 40% ao fim de 12 meses e 60% em 24 meses. Segundo o advogado do grupo, Alfredo Bumachar, a dívida da empresa é de R$ 400 milhões, dos quais R$ 250 milhões não possuem garantias e deverão fazer parte do processo de concordata. Os principais credores da parcela que entrará na concordata são o Banco do Brasil, o Banco Rural, Banerj e a Light. Segundo Bumachar, a empresa possuí um patrimônio avaliado em R$ 600 milhões. A concordata foi pedida para evitar que os imóveis da empresa sejam levados a leilão pela justiça e, segundo Bumachar, preservar 1,5 mil empregos. A direção do grupo informou que as empresas continuarão funcionando normalmente, apesar da concordata.
Segundo o presidente do Grupo Bloch, Jack Kapeller, o grupo TeleTV, que comprou a emissora do grupo, é o responsável pela atual crise da Bloch. Jaquito, no comunicado justificando o pedido de concordata, alega que a Rede TV! assumiu o compromisso de honrar a dívida com a massa falida do Banco Econômico. A justiça já determinou que os dois prédios que o grupo possui na Rua do Russel, avaliados em mais de R$ 45 milhões, deverão ser leiloados para pagar parte da dívida de R$ 100 milhões que a Rede Manchete possuí com o Banco Econômico. A Bloch Editores detém como patrimônio, os edifícios-sede da antiga TV Manchete e da Bloch, no Rio, os prédios das filiais da TV em São Paulo, Belo Horizonte, Fortaleza e Recife, o parque gráfico na zona norte do Rio, além de máquinas, equipamentos e direitos de publicação de seis revistas. A dívida total da Bloch Editores é avaliada, em R$ 400 milhões, e o ativo, em R$ 600 milhões.Bloch Editores pede concordata no Rio, Página 2-3, Folha de S. Paulo, 27 de julho de1999.</ref>
Antes de efetuar o pedido de concordata preventiva, o Grupo Bloch conseguiu a liminar, concedida pelo desembargador Antônio Eduardo Duarte, da 3ª Vara Cível do Rio, suspendendo o segundo leilão dos prédios-sede da Bloch e da TV, localizados na Rua do Russel, marcadas para dia 26 de julho. No primeiro leilão, não houve compradores. O leilão seria realizado por ordem da justiça para pagar parte da dívida de US$ 7 milhões (R$ 100 milhões) que a TV Manchete contraiu com o Banco Econômico em 1992, hoje como massa falida, que está avaliada (em 1999) cerca de R$ 137 milhões, segundo Fábio Saboya, um dos compradores da TV junto com Almicare Dallevo Júnior. Um novo leilão deverá ser marcado após o julgamento do mérito da liminar concedida ao Grupo Bloch.
Em 25 de julho, depois que os prédios do Grupo Bloch, localizados na Rua do Russel, passarem o fim de semana sem água e o ar condicionado, o fornecimento de água foi normalizado na tarde. No mesmo dia, a TV! Rio de Janeiro foi obrigado a transferir a transmissão de seu sinal para a torre localizada no Morro do Sumaré. Apesar do agravamento da crise do Grupo Bloch, o grupo TeleTV continua investindo na TV!, o grupo continua contratando profissionais de outras emissoras e anunciou que pretende lançar, no mês de agosto, três novos programas jornalísticos. O destaque ficará com o jornalismo político, que ganhará um telejornal gerado em Brasília, que será exibido no início da manhã. Outro telejornal será apresentado no horário do almoço, com produção em São Paulo.
No dia 26 de julho, dia em que não houve o leilão, denúncia do jornal Folha de S. Paulo, revela que Pedro Jack Kapeller, o "Jaquito", embora a família Bloch devesse milhões ao estatal Banco do Brasil desde os anos 1950, conseguiu transferir a empresa, livrar-se de boa parte das dívidas e ainda receber, com o conhecimento do Ministério das Comunicações, US$ 4,5 milhões em sete pagamentos anuais. As empresas vendidas pelo Grupo Bloch, foram dividas em três, entre eles a TV Manchete. Até então, Kapeller insistia na versão de que não recebera nenhum dinheiro. Procurado pelo jornal, não quis se manifestar. Na negociação com o ministro Pimenta da Veiga, das Comunicações, Dallevo assumiu a TV com o compromisso de saldar apenas as dívidas da Manchete com o INSS (Instituto Nacional de Seguridade Social) e o FGTS. O ministro não incluiu a dívida do Banco do Brasil nas conversas. Assim, para receber o dinheiro, o BB terá de acionar as empresas na Justiça. Documentos revelados pelo jornal mostram que o empresário Dallevo faturou R$ 79,536 milhões em 1998 e não R$ 400 milhões, como declarava. O jornal afirma que houve irregularidades na aquisição da rede.
No mesmo dia, em base das denúncias do jornal, o Ministério Público Federal diz que estar investigando os motivos que levaram o ministro das Comunicações, Pimenta da Veiga, a transferir a ex-TV Manchete para o empresário Amilcare Dallevo Jr. sem licitação. Os procuradores também estão investigando se Dallevo tem condições financeiras de tocar o negócio. A família Bloch não pagava dívidas com o governo nem o salário dos funcionários. Foi então que houve a transferência da TV para Dallevo Jr. O ministério divulga nota se defendendo que a solução foi boa porque, caso contrário, funcionários e governo teriam que recorrer à Justiça para receber.

### TV! e RedeTV!
Em 1º de agosto de 1999, é lançada a RedeTV!, no lugar da Rede Manchete, mas ainda usa a TV!, já que o telejornal Primeira Edição (que substituiu Jornal da Manchete) e Clip Show (que substituiu Manchete Clip Show) permanecem na programação. Pouco tempo depois, Amilcare Dallevo Jr. transferiu a sede da emissora para a cidade de Barueri, na Grande São Paulo.
O superintendente comercial da Rede Record, Carlos Alberto Missiroli, pede demissão da rede e deve assumir o departamento comercial da Rede TV! Para seu lugar foi indicado Osmar Gonçaves, ex-diretor comercial da Rede Manchete. No dia 5 de agosto, a rede desiste de contratar Gonçalves para ocupar o cargo de superintendente de comercial da emissora, por não conseguir fechar um acordo com ele. Com isso, a emissora continua sem definir quem ocupará a vaga deixada com a saída de Carlos Alberto Missiroli.
Em 4 de agosto, a Vara de Falências do Rio de Janeiro deu novo prazo para a direção do Grupo Bloch apresentar documentação necessária para a aprovação do pedido de concordata. O grande problema do Grupo Bloch, no momento, é evitar que alguma empresa entre com um pedido de falência do grupo, o que inviabilizaria o pedido de concordata. A falência do Grupo Bloch poderia atingir diretamente a Rede TV!, apesar da emissora pertencer ao Grupo TeleTV.
Em 5 de agosto, a emissora anunciou a contratação de Juca Kfouri, mais um contratado profissional de outras emissoras. A princípio, Juca Kfouri deverá comandar uma mesa de debates esportivos que será exibido no domingo. Com isto, Kfouri deixa de participar do programa "Cartão Verde", exibido na TV Cultura. A estreia do novo programa deverá ocorrer em setembro. Outro profissional que poderá ser contratado é o jornalista Alexandre Garcia. O jornalista da Rede Globo estaria disposto a deixar a emissora carioca por causa da nomeação de Franklin Martins para diretor do departamento de jornalismo da Globo em Brasília.
Em 31 de agosto, uma assembleia de funcionários da RedeTV!, antiga Rede Manchete, decreta o "estado de greve" por causa do atraso no pagamento dos salários. No final do dia, a direção da RedeTV! garantiu que os salários dos funcionários já estavam depositados e que o atraso verificado ocorreu por conta de problemas burocráticos com o banco. Antes disso, a RedeTV! continua enfrentando dificuldades para lançar nova programação. A emissora conseguiu montar uma razoável equipe administrativa, mas não teve o mesmo sucesso na contratação dos profissionais que trabalharão na nova programação. Um dos que recusaram o convite foi Paulo Henrique Amorim, que preferiu ir para a TV Cultura. Diante dos problemas, a emissora adiou para outubro o lançamento da nova programação, que inicialmente estava marcada para setembro.
Em 29 de setembro, por determinação pela juíza Ana Paula Sampaio de Queiroz Bandeira, da 11º Vara Cível de São Paulo, a Justiça pretende leiloar 26 horas de espaço reservado à publicidade na Rede TV!. Serão leiloadas 3.133 inserções de 30 segundos cada, avaliados em R$ 17,9 milhões. O valor arrecadado deverá ser utilizado para pagar uma dívida da Rede Manchete, contraída durante a administração de Hamilton Lucas, com o Banco de Crédito Real.
Em 20 de outubro, a juíza da 14ª Vara Cível do Rio, Rosana Navega Chagas, declara a TV Ômega, controladora da RedeTV!, sucessora da TV Manchete, é responsável também pelas dívidas do grupo anteriores à venda da emissora. A juíza afirma que não há como uma empresa comprar a concessão, e outra as dívidas, equipamentos e imóveis, dividindo a pessoa jurídica da Manchete. As duas empresas que compraram separadamente a emissora (a TV Ômega, de Amilcare Dallevo, e a Hesed Participações S/C, de Fábio Saboya Salles Jr.) deveriam ser consideradas responsáveis pelas dívidas, como se fossem sócias. Caso a TV Ômega não cumpra a decisão em até 45 dias após ser notificada judicialmente o que, segundo a assessoria de imprensa da empresa, ainda não aconteceu, deverá pagar uma multa de R$ 50 mil por dia. A decisão foi logo cumprida antes das multas no início de novembro.

## Pós-Rede Manchete
Amilcare Dallevo Jr inaugurou em 15 de novembro de 1999, a RedeTV!, com uma programação completamente diferente do padrão da Manchete. A nova rede gastou R$ 100 milhões em programas que priorizam o público jovem, entre eles, a Adriane Galisteu, que é a maior estrela.
Em 28 de novembro de 2007, a TV Pampa (de Porto Alegre, Rio Grande do Sul) ganhou um processo encaminhado na Justiça em 1997, que dava os direitos sobre o nome da Rede Manchete. O então vice-presidente da TV Pampa, Paulo Sérgio Pinto, disse que não se sabia o que seria feito com o nome TV Manchete, e que a decisão não seria realizada em curto prazo. A TV Pampa continua atualmente com os direitos sobre o nome TV Manchete, e não há um consenso se venderá estes direitos, ou se irá reativar a emissora no futuro.
Até hoje, Amilcare Dallevo não honrou o compromisso assinado com os Sindicatos dos Jornalistas e dos Radialistas do Estado do Rio de Janeiro. Assinou o compromisso apenas por exigência do Ministério das Comunicações. A concessão só seria transferida para Dallevo se ele assinasse o tal compromisso. Caso as dívidas trabalhistas não fossem pagas a concessão poderia ser cancelada. Dallevo não pagou e continua dono da concessão.
Em junho de 2020 foi reportado pelo fotógrafo Rodrigo Jordy que os estúdios da Manchete no bairro de Irajá estão abandonados, deteriorados, pichados e com mato alto.  Todavia, a estrutura que restou da emissora foi mantida, ficando inclusive algumas peças como fotos, tiragens da Revista Manchete, folhas de jornais, fitas betacam, rolo quadruplex, relatórios de multas, gravações e até mesmo roteiros da telenovela Brida espalhados pelos prédios. Alguns Youtubers curiosos chegaram a entrar no complexo abandonado, com a visita mais recente acontecendo em 2021. Além disso, também é relatado que vizinhos próximos do local chegam a proteger o espaço de invasões, apesar de já ter ocorrido em anos anteriores.
Outra estrutura que restou da Rede Manchete foi a sua torre de transmissão em Olinda, Pernambuco, que assim como os estúdios de Irajá, também foi abandonada, mais especificamente em 2017 quando a RedeTV! Recife deixou de usar o local com o desligamento do sinal analógico na Região Metropolitana de Recife. A torre sofreu invasões de moradores de rua e até de animais, fazendo com que os residentes próximos ao local, que recebeu o nome de Vila Manchete, tampassem a entrada da estrutura com tijolos e cimento. Um processo chegou a ser aberto para a Fundação do Patrimônio Histórico e Artístico de Pernambuco (Fundarpe), visando o tombamento do local, mas até 2020, estava parado por falta de interesse dos herdeiros de Adolpho Bloch e por desconhecimento da obra pela Fundação Oscar Niemeyer.